# Rue et place des Wallons
La rue des Wallons et la place des Wallons constituent un axe piétonnier situé dans le quartier du Biéreau à Louvain-la-Neuve, section de la ville belge d'Ottignies-Louvain-la-Neuve, en Brabant wallon.
Cet axe, qui descend de la place des Sciences et de la place Galilée vers la gare de Louvain-la-Neuve et les Halles universitaires, a été construit en 1975 et porte de nombreuses traces du style brutaliste qui a marqué l'architecture de Louvain-la-Neuve dans les années 1970.
Le nom de la rue des Wallons fait écho à la « Vlamingenstraat » de Leuven, qui signifie littéralement « rue des Flamands ».
La place des Wallons fut pendant les premières années de la ville le vrai centre de Louvain-la-Neuve, avec la place Galilée et la place des Sciences.

## Urbanisme
Les concepteurs de Louvain-la-Neuve ont veillé à la mixité entre les bâtiments académiques et ceux destinés à la vie urbaine. Selon Jean Remy « pour préserver un bon équilibre, on proposa de distinguer des places à dominante urbaine par rapport à des places académiques situées à proximité ». Cette dualité se retrouve ici, où la place des Sciences est proche de la place des Wallons, tout comme elle se retrouve dans l'actuel centre-ville où la Grand-Place est entourée de places académiques comme la place Montesquieu et la place du Cardinal Mercier.

## Historique

### Genèse de la ville universitaire de Louvain-la-Neuve
Au cours des années 1960, le nombre d'étudiants de l'Université catholique de Louvain augmente rapidement en raison de l'évolution démographique et de la démocratisation des études supérieures. La loi du 9 avril 1965 sur l'expansion universitaire autorise la partie francophone de l'Université à envisager son expansion à Woluwe-Saint-Lambert et en Brabant wallon, ce qui amène l'Université à acquérir 150 hectares dès septembre 1966 sur le plateau agricole de Lauzelle à Ottignies.
Par ailleurs, les tensions entre les communautés linguistiques francophone et néerlandophone deviennent explosives à cause des revendications du mouvement flamand (né dès 1840) qui exige l'homogénéité culturelle de la Flandre. Ces tensions atteignent leur paroxysme en 1967-1968 avec l'affaire de Louvain, crise politique connue sous les noms de « Walen Buiten » (« Les Wallons dehors ») et de « Leuven Vlaams » (« Louvain flamande ») durant laquelle les Flamands exigent le départ des étudiants francophones de Louvain au nom du droit du sol et de l'unilinguisme régional, ce qui amène l'Université à décider le transfert intégral de sa section francophone hors de Louvain et à faire sortir de terre une ville universitaire entièrement neuve à Ottignies à partir de 1970,.
La loi du 24 mai 1970 institue deux universités séparées, la première pierre de la ville nouvelle de Louvain-la-Neuve est posée le 2 février 1971 et la faculté des Sciences appliquées ainsi que les premiers habitants s'y installent dès 1972.

### Construction de la rue et de la place des Wallons
La rue des Wallons est le premier axe de circulation important de la ville nouvelle, tracé pour relier le quartier est de la ville, lequel constitue la première phase du développement de la ville, et regroupe le Cyclotron, la place Sainte-Barbe et les bâtiments de la faculté des sciences appliquées, la bibliothèque des Sciences, la place des Sciences et la place Croix-du-Sud entourée par les tours de la faculté des sciences (bâtiments Carnoy) et de la faculté des sciences agronomiques (bâtiments Mendel, Kellner, Boltzman et de Serres), avec le centre ville alors peu développé et centré sur la Grand Rue, la gare et les Halles universitaires de Louvain-la-Neuve.
La place des Wallons est l'une des premières places à avoir été construites à Louvain-la-Neuve : inaugurée en 1975, elle est pendant quelques années le vrai centre de Louvain-la-Neuve avec la place Galilée et la place des Sciences,,,.

### Kidnapping de Fonske

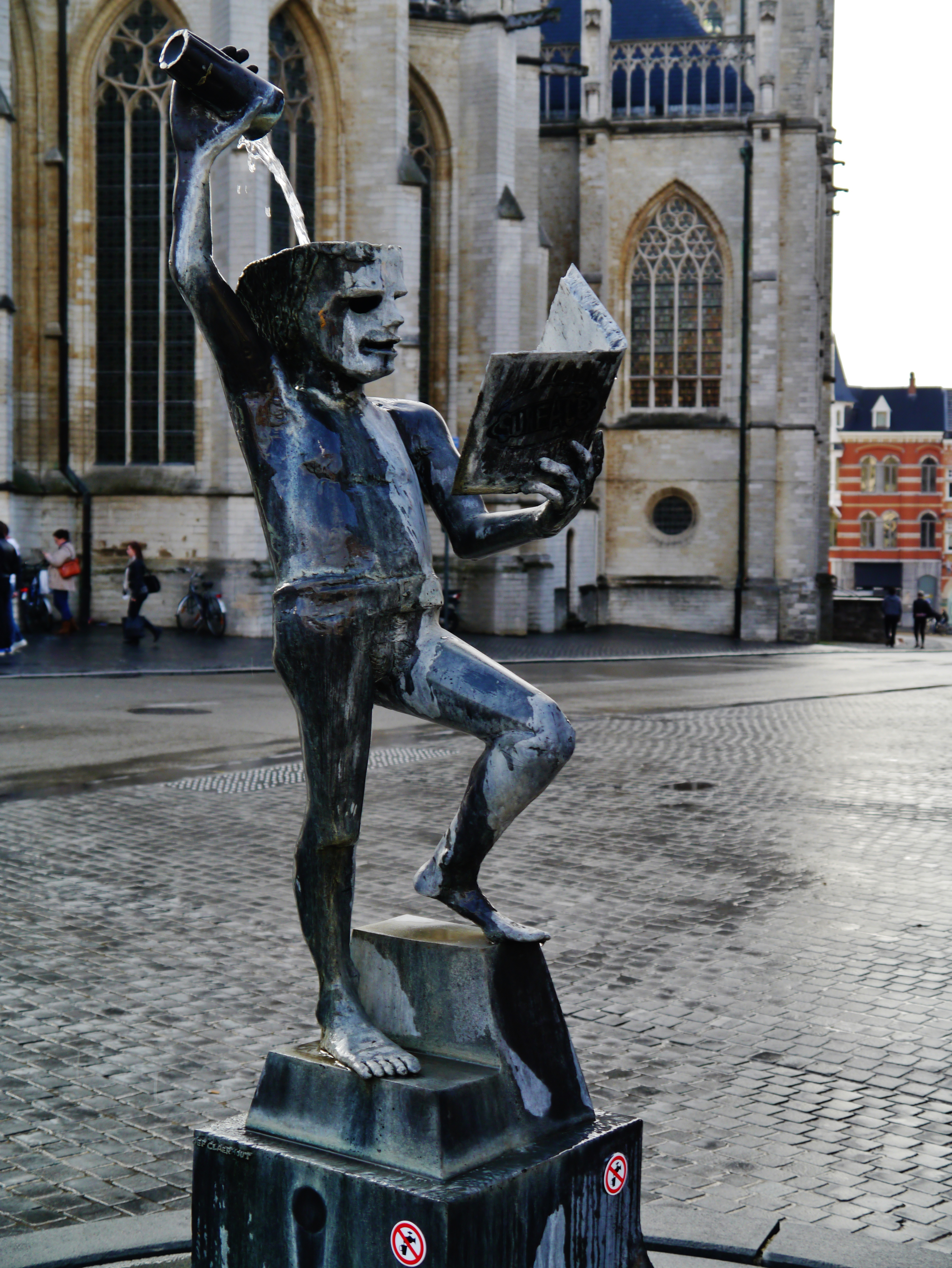
Fonske.

En octobre 1978 ou 1979, les étudiants francophones kidnappent à Louvain (Leuven) la statue de Fonske (ou Fons Sapientiae), qui représente un étudiant lisant un livre qui donne la formule mathématique du bonheur, tout en se versant un liquide dans la tête,. Après plus d'un mois, la police reçoit une information anonyme l'invitant à aller voir à Louvain-la-Neuve et elle y retrouve Fonske les pieds cimentés dans un bac à plantes sur la place des Wallons, avec une pancarte autour du cou disant Fonske est en blocus,. Une première tentative pour le libérer échoue car les ouvriers sont attaqués par des étudiants avec des lances à incendie. La statue ne sort pas indemne de cet enlèvement et subit des dégâts aux jambes. En 2018, en souvenir de cet incident, une délégation d'habitants de Louvain venus visiter Louvain-la-Neuve offre une statuette de Fonske à la Ville d'Ottignies-Louvain-la-Neuve,.

### Rénovation de la place des Wallons en 2019-2020
Au fil des ans, le centre ville se déplace progressivement et la Ville et l'UCL font le constat en 2009 que la place des Wallons n'a pas bien vieilli et est devenue un lieu de passage où on ne s'arrête plus,,,.
Il est décidé en 2009 de rénover la place pour en faire une étape sur le chemin qui amène les visiteurs vers le Musée L aménagé dans l'ancienne bibliothèque des sciences,,,. En 2012, une consultation populaire s'est tenue sur la place, pour inciter les gens à réfléchir à la destinée du lieu,.
L'avant-projet est confié à l'Atelier d'architecture de Genval, un bureau qui possède déjà une bonne expérience des bâtiments néolouvanistes puisqu'il a construit au début des années 1970 (avec André Jacqmain) la place des Sciences et l'ancienne bibliothèque des Sciences.
Le projet définitif, sur base des grandes intentions de l'avant-projet, est imaginé et réalisé par le bureau d'étude voirie de la Commune d'Ottignies-Louvain-la-neuve.
Le chantier de rénovation se déroule en 2019-2020.

## Style brutaliste

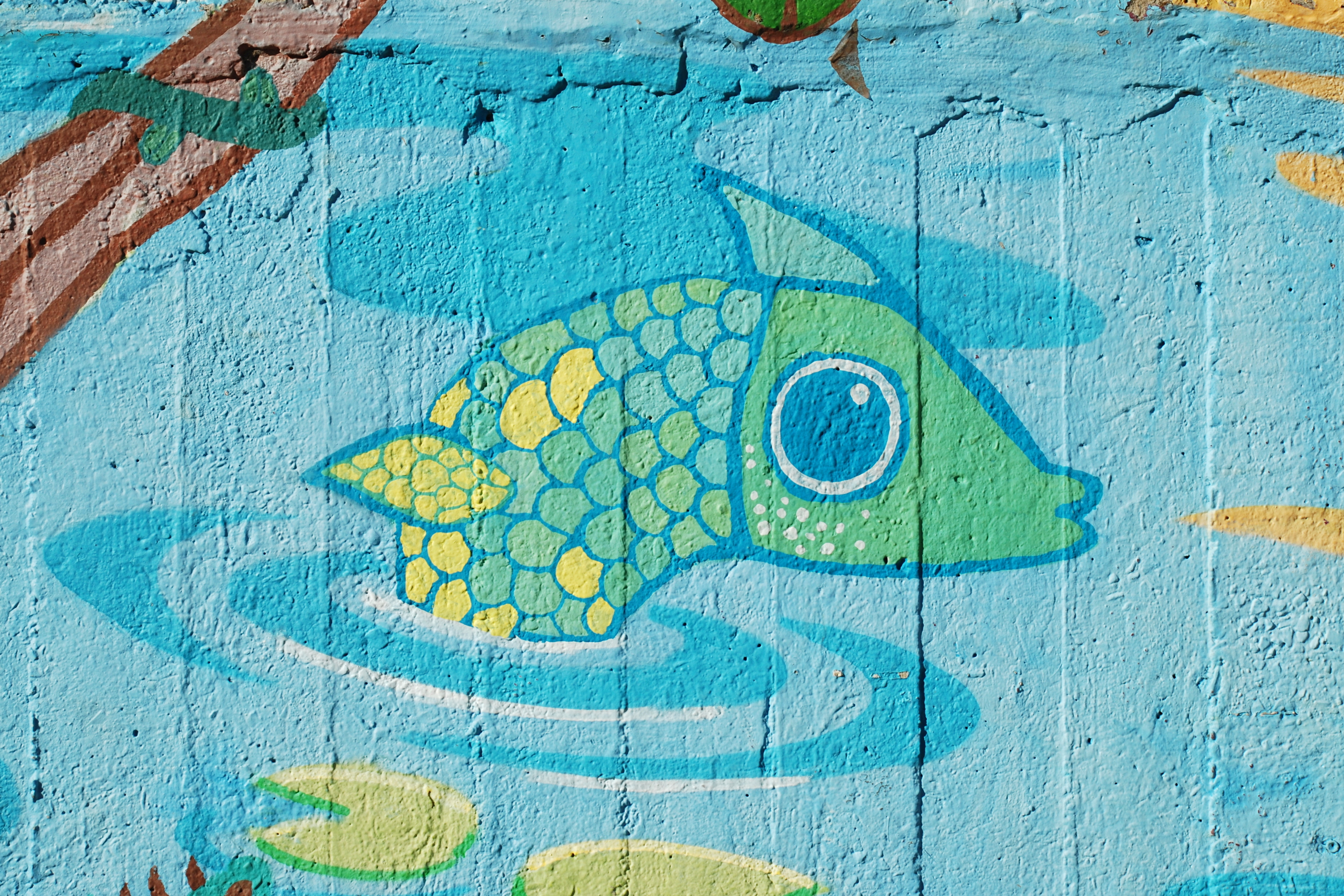
Surface de « béton brut » à la texture, aux veinures et aux lignes de jointure bien visibles, et ornée d'une peinture murale.

Les bâtiments qui bordent la rue et la place des Wallons sont édifiés en briques mais de nombreux éléments sont de style brutaliste, un style caractérisé par des surfaces de « béton brut » qui présentent une texture héritée du bois de coffrage, le béton « brut de décoffrage »,, gardant la marque des planches de bois qui ont servi au moulage, leurs veinures ainsi que leurs lignes de jointure.
Comme en de nombreux endroits de Louvain-la-Neuve, les surfaces de béton brut sont décorées de peintures murales aux couleurs vives.
Le pavement de la rue des Wallons est constitué de pavés de béton blancs connus sous le nom de « Blanc de Bierges », un type de pavés que l'on retrouve dans toute la ville de Louvain-la-Neuve et qui a marqué son paysage urbain.

## Architecture et art public

### Passerelle entre rue des Wallons et place Galilée
La rue des Wallons démarre de la place Galilée, qui est la continuation de la place des Sciences.
Elle passe à cet endroit sous une passerelle en « béton brut » couverte de peintures murales hautes en couleur, réalisées lors du Kosmopolite Art Tour 2012 à Louvain-la-Neuve, un festival international d'art urbain (street art) et de graffiti qui s'est tenu du 30 juillet au 5 août 2012 à Louvain-la-Neuve,,.
Les fresques situées du côté de la place Galilée, peintes dans des tons orangés, ne sont pas sans évoquer les formes géométriques du futurisme et en particulier les formes triangulaires de certaines œuvres du peintre belge Jules Schmalzigaug.
Ces fresques représentent des visages stylisés, l'un de face et l'autre de profil, construits à coups de triangles et de faisceaux de couleur.
Elles arborent le cube en forme de K, logo du festival Kosmopolite, et sont signées par RN411 et FP, le collectif de graffeurs bruxellois Farm Prod.

Passerelle en « béton brut » vue depuis la place Galilée
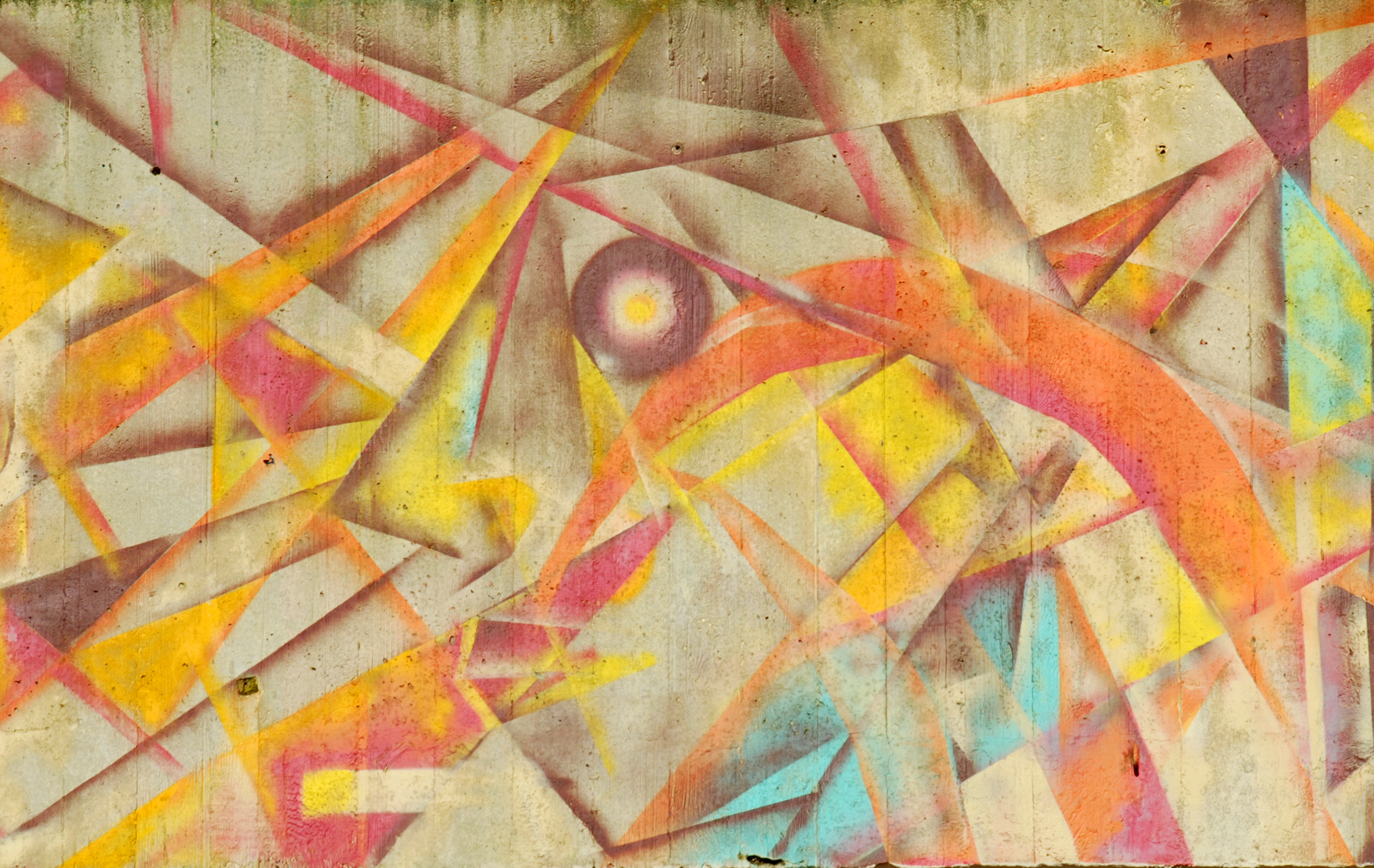
Visage stylisé.
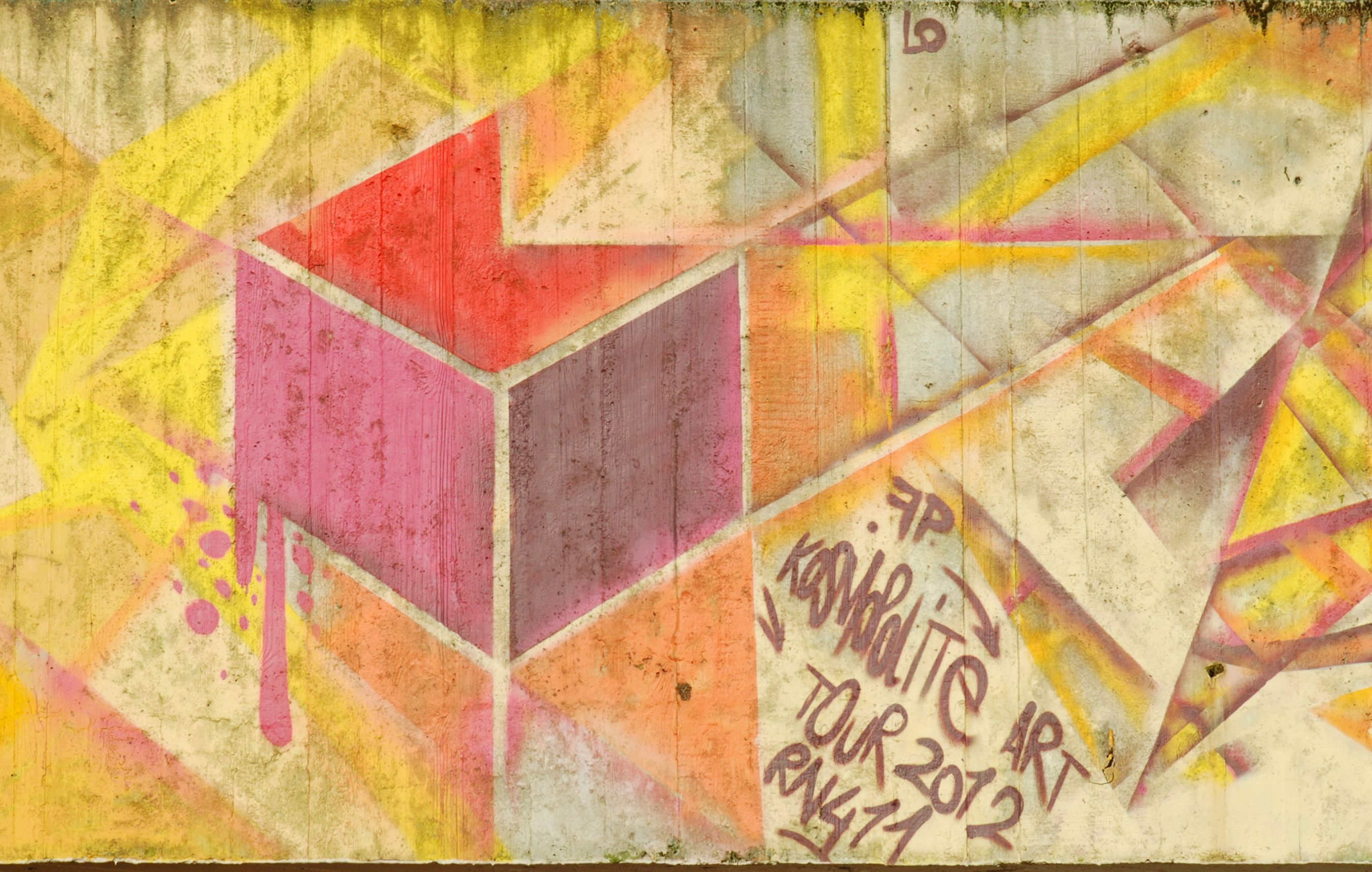
Cube en forme de K, logo du festival Kosmopolite et signatures de Farm Prod et RN411.
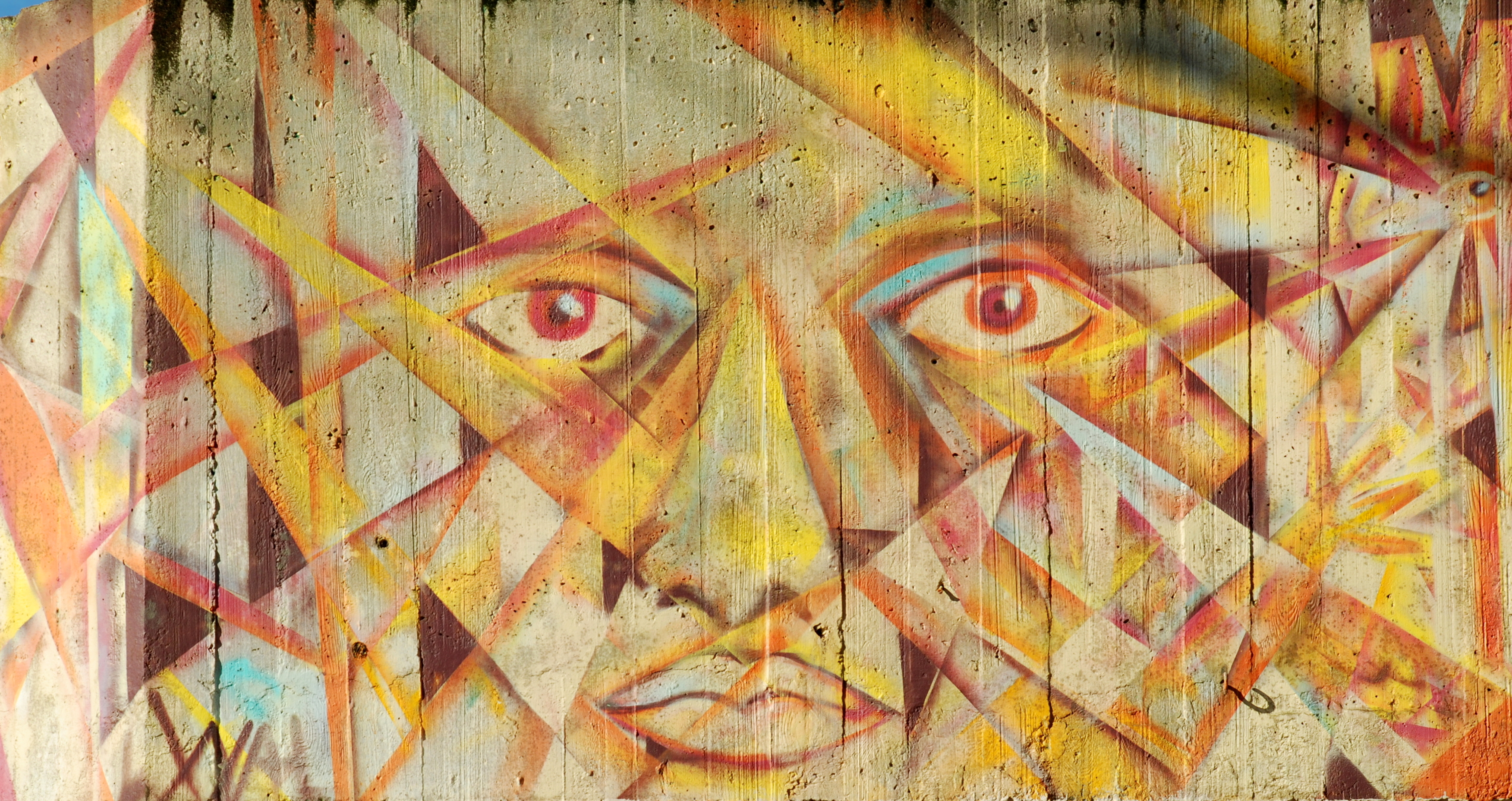
Visage stylisé.

Les fresques qui décorent la passerelle du côté de la rue des Wallons sont réalisées dans un style très différent, faites de motifs variés des tons à dominante verte et bleue et d'arabesques roses, jaunes et vertes.
Cachés dans les motifs et dans les arabesques, on trouve la signature des graffeurs Walt, Lo et Barna, les mentions « Kosmopolite Tour 12 » et « KAT » ainsi que le millésime « 12 ».
Et c'est en passant sous la passerelle depuis la rue des Wallons que l'on aperçoit l'escalier décrit plus haut, sous lequel sont peintes la mention « Kosmopolite Art Tour 12 » et les signatures de dizaines de graffeurs.
En contrebas de cette passerelle, une rampe inclinée à double chicane facilite le passage des personnes en chaise roulante, leur permettant d'éviter une double volée d'escaliers. Les parois de cette  rampe sont réalisées en « béton brut » et percées de motifs en forme de trou de serrure inversé ou de cercle. La paroi la plus visible de rampe inclinée est ornée d'une peinture murale représentant le personnage de bande dessinée Gaston Lagaffe en pleine action : voulant planter un clou dans le mur, il provoque un trou dans le mur et se trouve confronté à Ducran et Lapoigne, les voisins des éditions Dupuis.

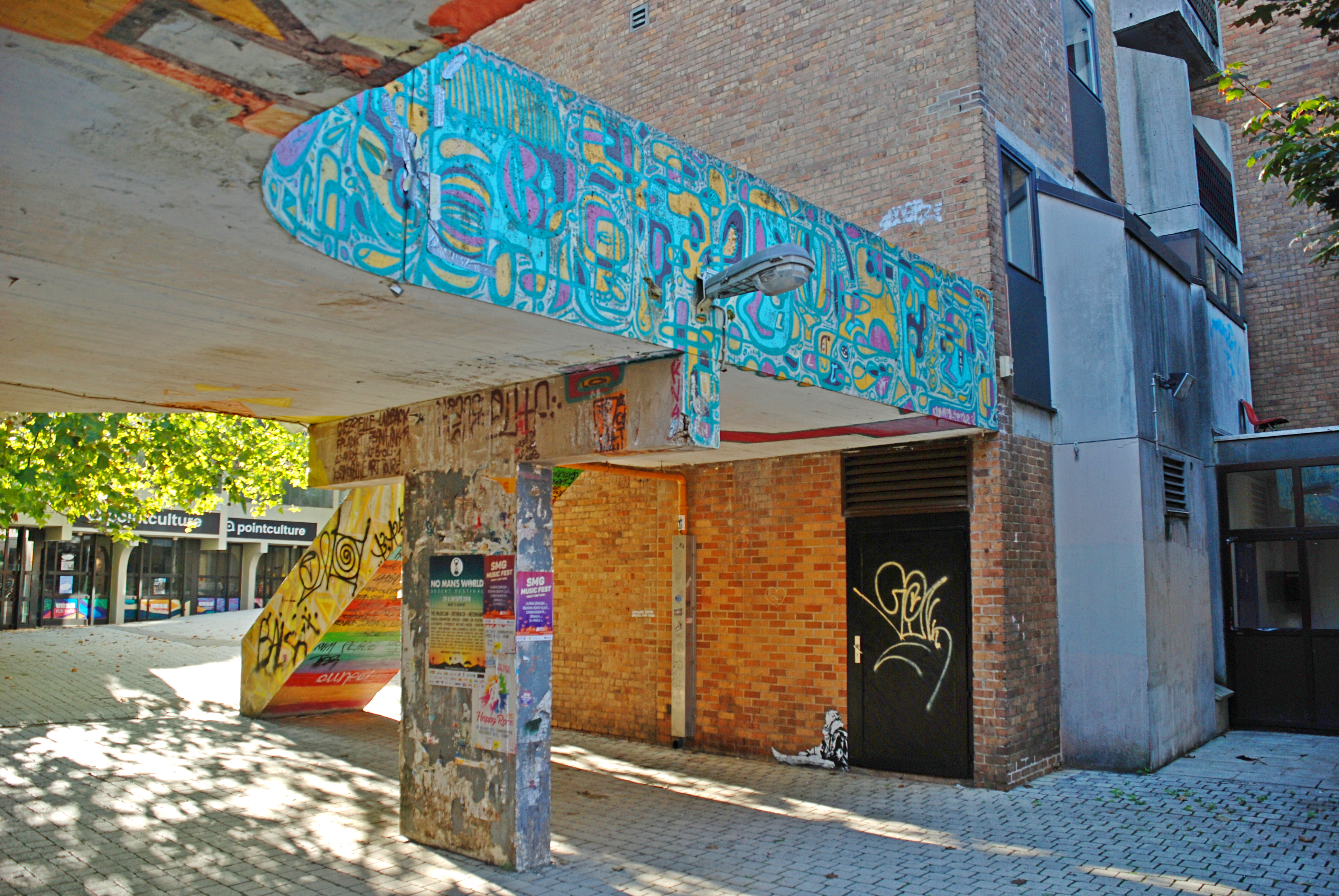
Passerelle en « béton brut » ornée de peintures murales du « Kosmopolite Art Tour 12 ».
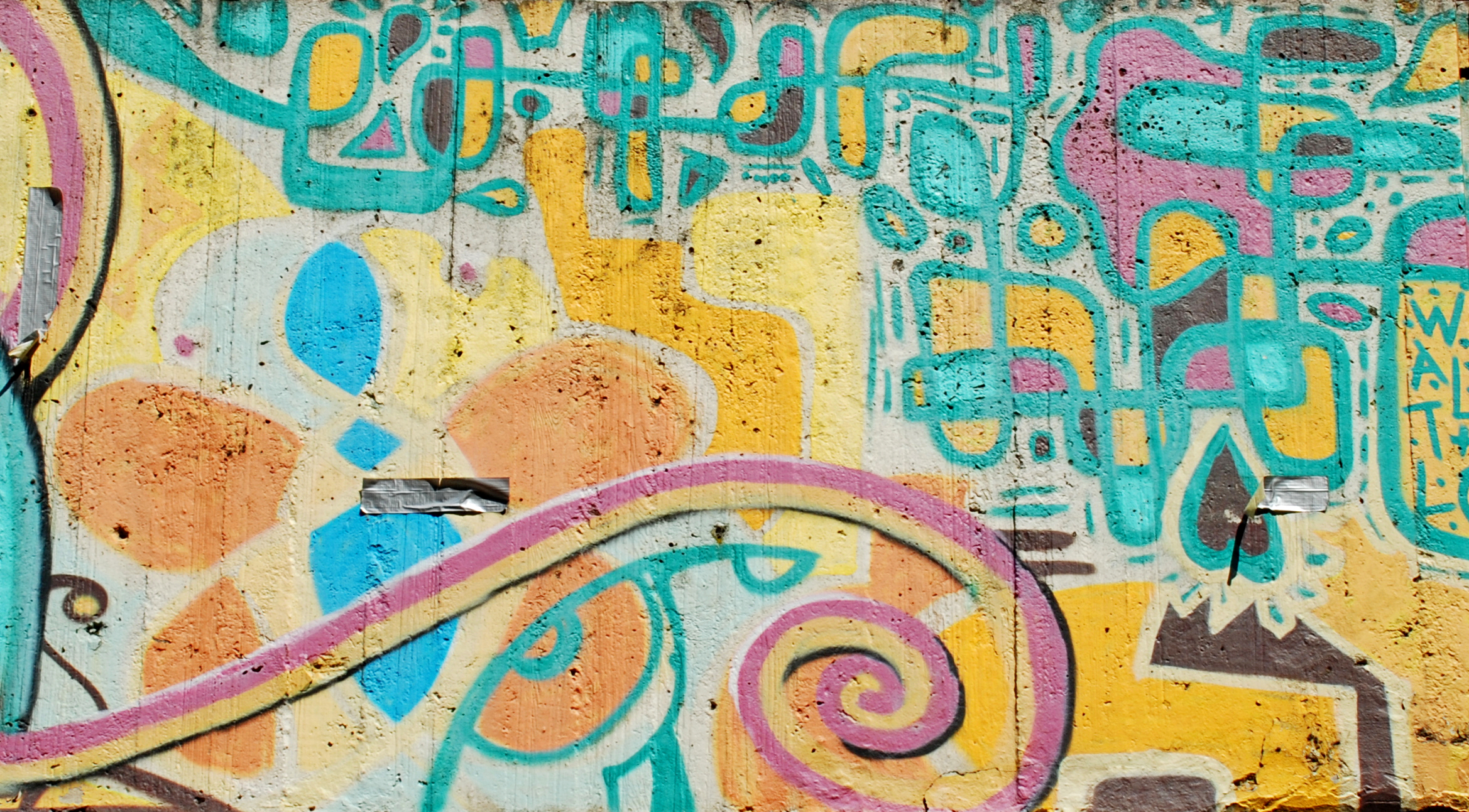
Peinture murale sur le « béton brut » de la passerelle.
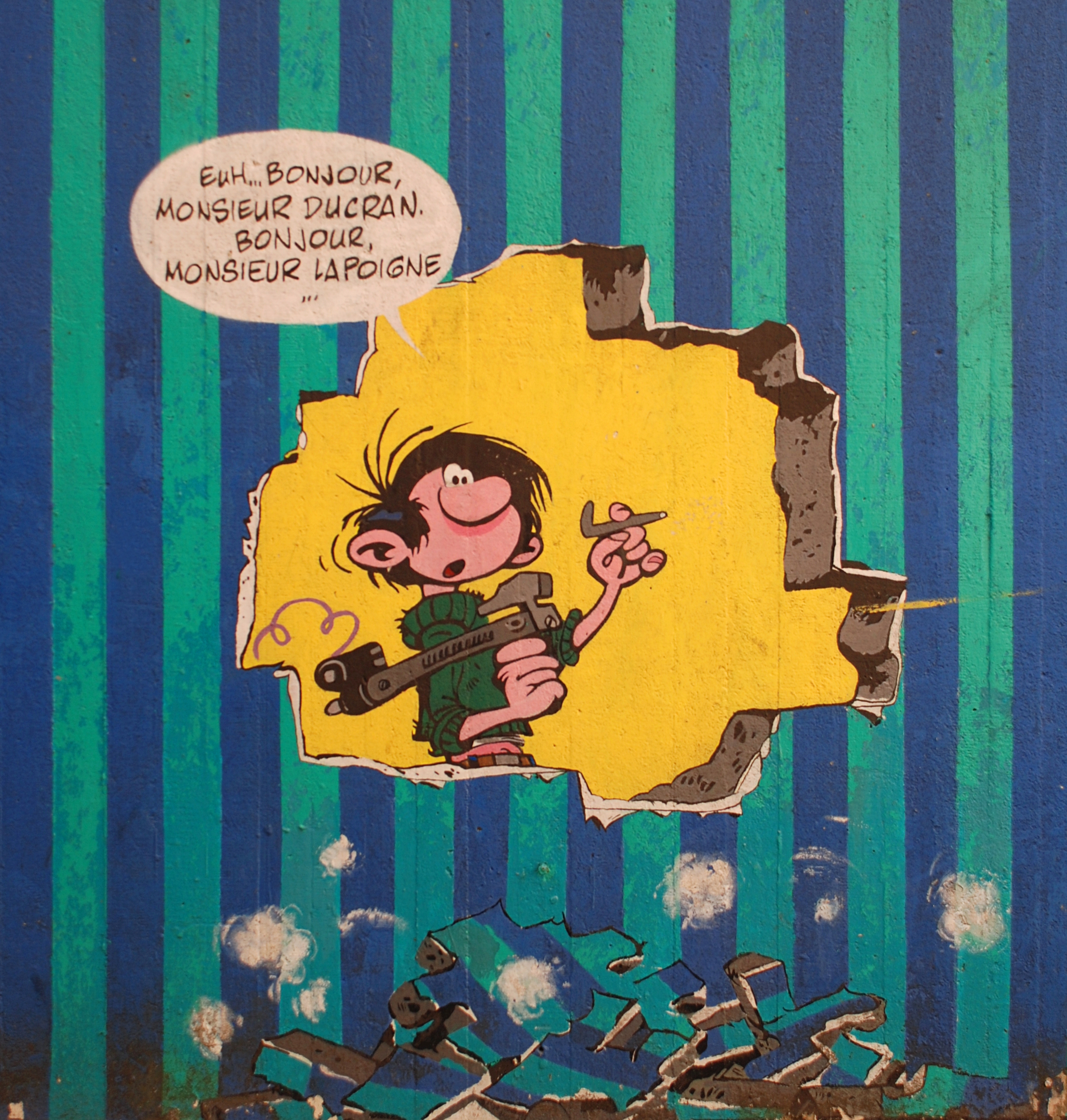
Gaston Lagaffe.

### Partie haute de la rue des Wallons
La partie haute de la rue des Wallons, qui va de la place Galilée à la place des Wallons, est bordée de logements de briques orange surplombant une galerie piétonne couverte qui commence du côté de la rampe inclinée pour s'interrompre très vite et continuer de l'autre côté.
On trouve dans cette partie de la rue plusieurs bâtiments emblématiques de la vie estudiantine, comme le siège de l'AGL (Assemblée générale des étudiant·e·s de Louvain), le siège de la Société royale luxembourgeoise des étudiants de l'UCL (la « Lux » dont la façade arbore fièrement le sanglier typique de la province de Luxembourg) qui est en même temps le siège de la Fédération wallonne des étudiants de Louvain, et le « Cercle Industriel » (le « CI », cercle des étudiants de polytechnique), mais peu de commerces.
Le style brutaliste est plus discret ici, mais bien visible sur le pilier et les balcons du siège de l'AGL ou au plafond de la galerie piétonne.

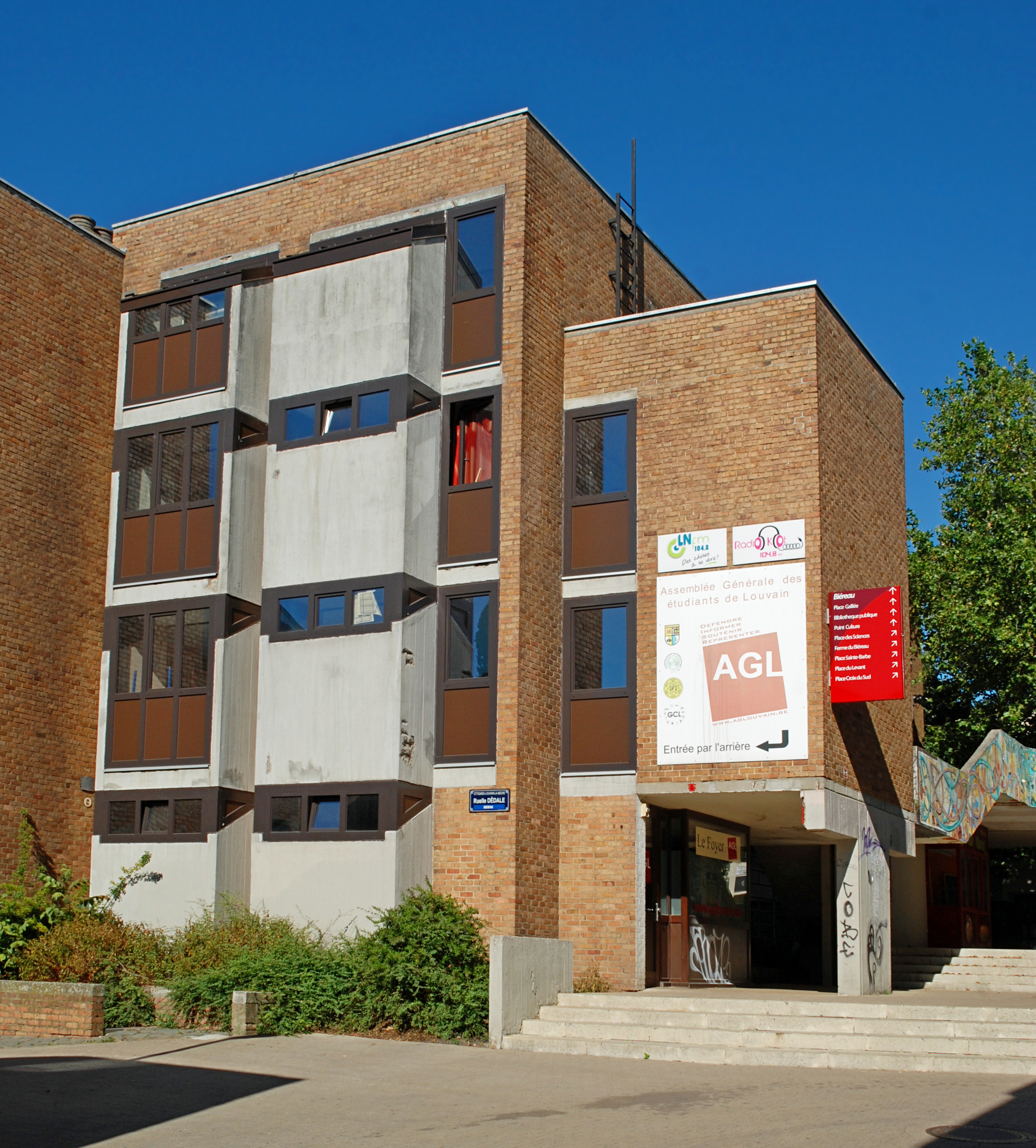
AGL Assemblée générale des étudiant·e·s de Louvain.
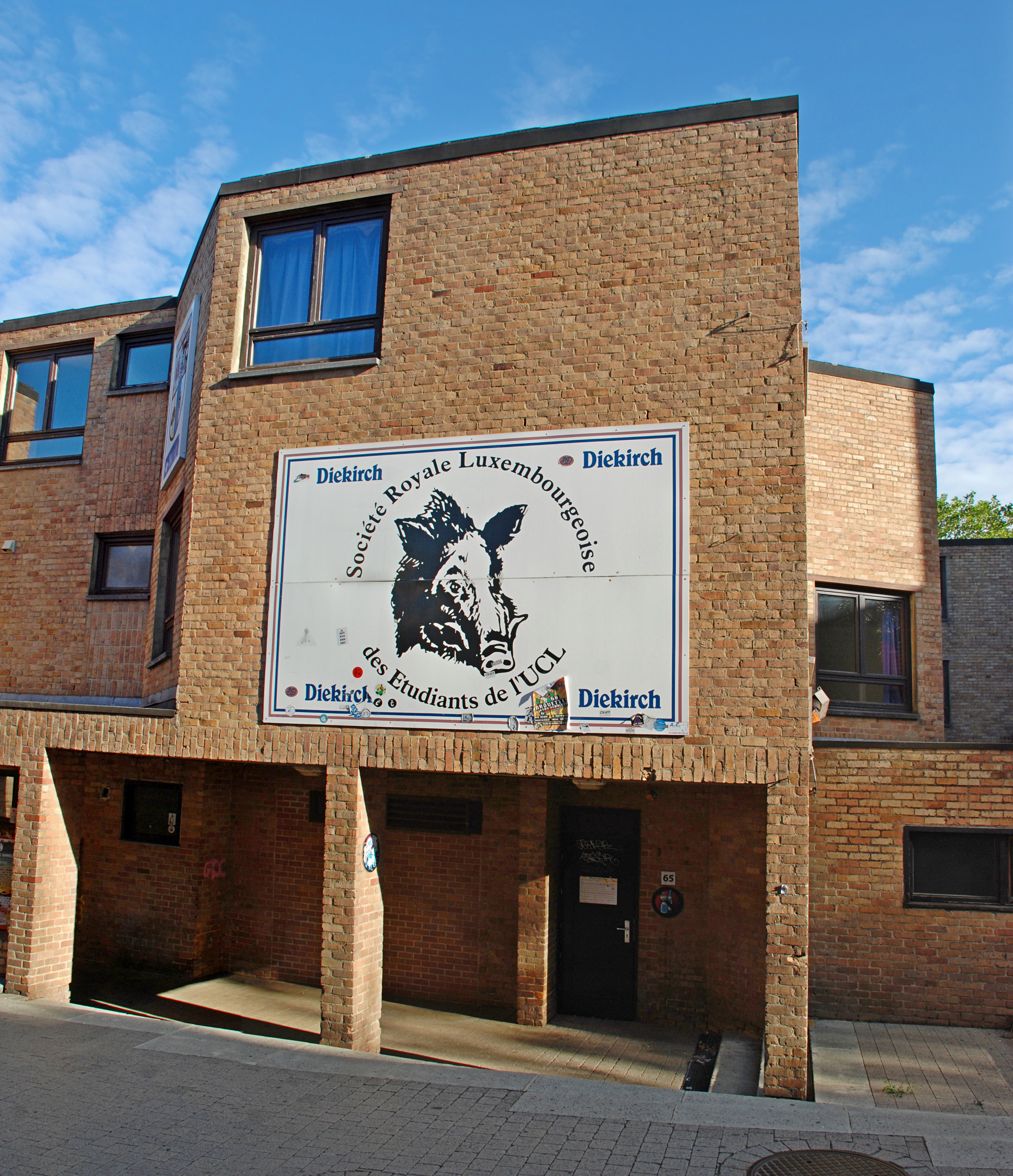
« Lux » Société royale luxembourgeoise des étudiants de l'UCL.
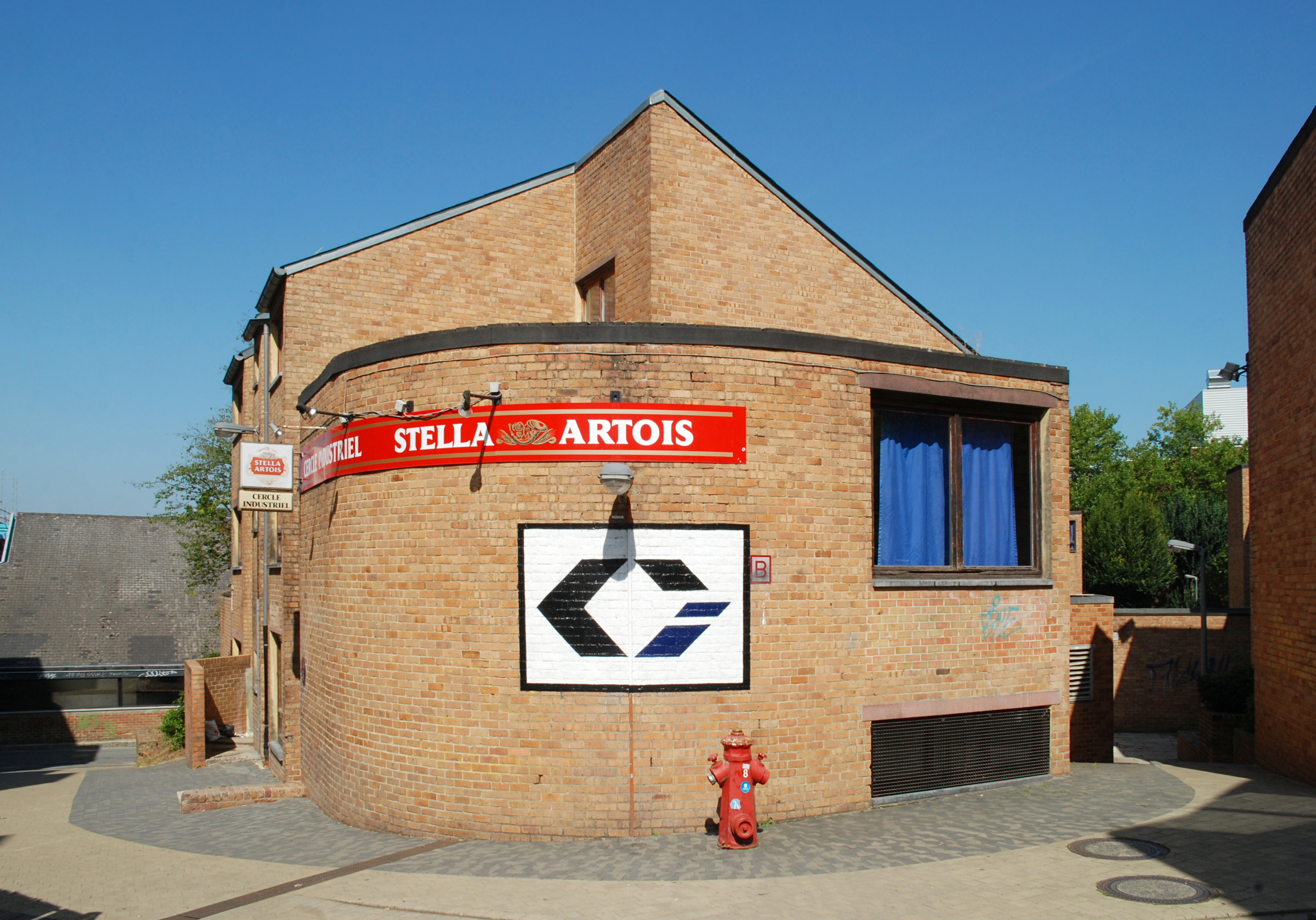
« Cercle Industriel », cercle des étudiants de polytechnique (façade de la ruelle Saint-Éloi).

### Place des Wallons

#### Architecture
La rue des Wallons débouche sur la place des Wallons en passant sous une passerelle à gauche de laquelle se dresse, face au « Cercle Industriel », la chapelle de la Source, premier lieu de culte de Louvain-la-Neuve, inauguré en 1978.
Au nord, la place des Wallons est bordée d'immeubles de briques de trois niveaux combinant logement et commerces. Les façades, très régulières, sont composées de pans de maçonnerie de briques de largeurs variables, entre lesquels prennent place de nombreux balcons et des fenêtres à garde-fous en bois. Sous ces immeubles court une galerie piétonne aux piliers d'orientation variable qui abrite les commerces. Ces immeubles à toiture d'ardoises sont dominés par la haute silhouette de la tour de Picardie, plus connue sous le nom de tour des Wallons,, elle-même flanquée d'un énorme peuplier.
Le côté sud de la place est bordé d'immeubles ne comportant que du logement, à l'exception de deux commerces. Ces façades, à première vue moins régulières que celles du côté nord, présentent cependant un schéma répétitif, interrompu seulement par une haute cage d'escalier extérieure en béton.
La perspective à l'ouest est fermée par un immeuble de plus petites dimensions, qui abrite un café et des kots-à-projet et sous lequel commence la troisième galerie couverte, celle qui descend jusqu'à la gare et aux Halles universitaires.
Un arbre de la place est nommé « chêne du Roi » car il a été inauguré par le roi Baudouin qui est venu plusieurs fois visiter Louvain-la-Neuve.

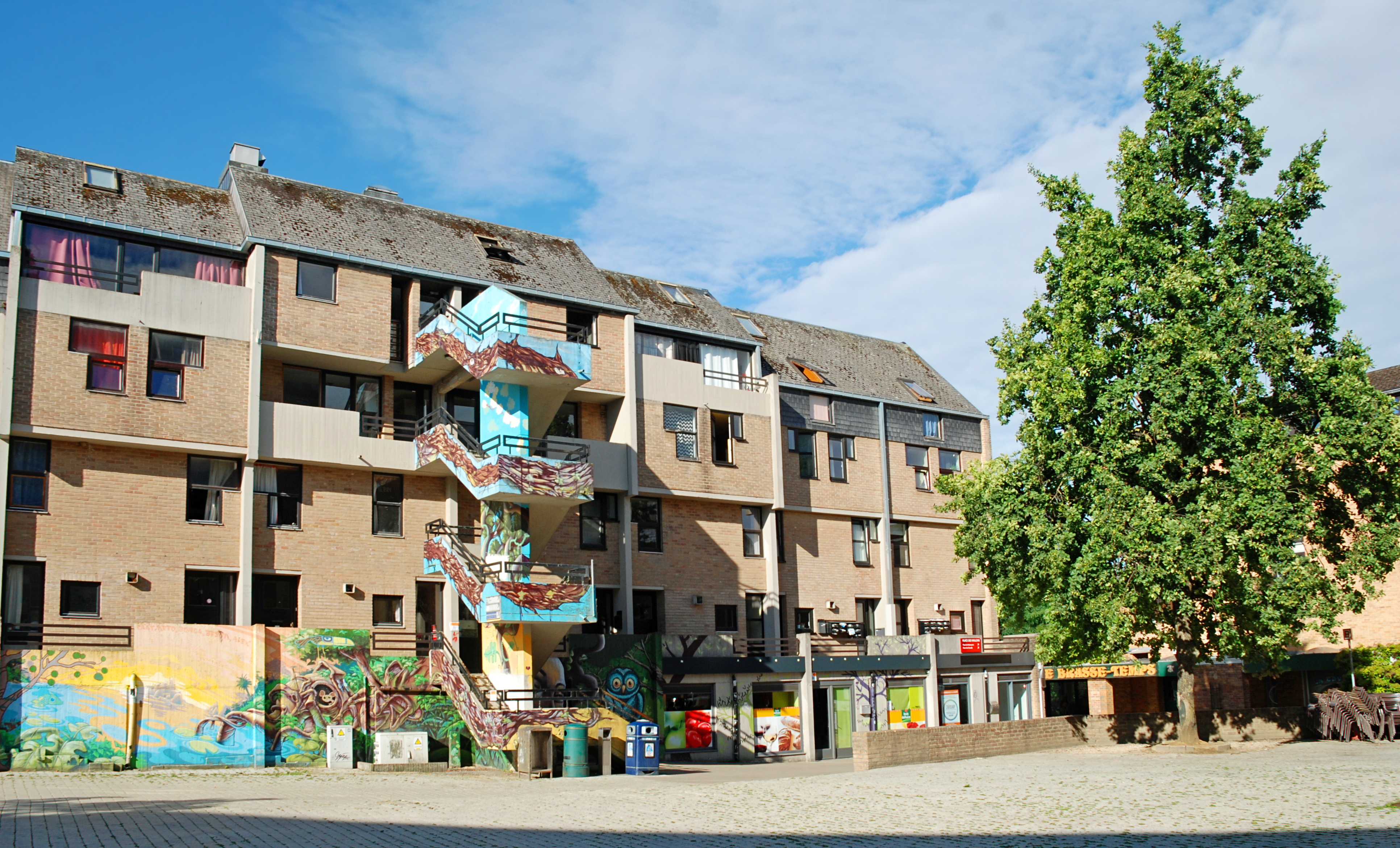
Côté sud.
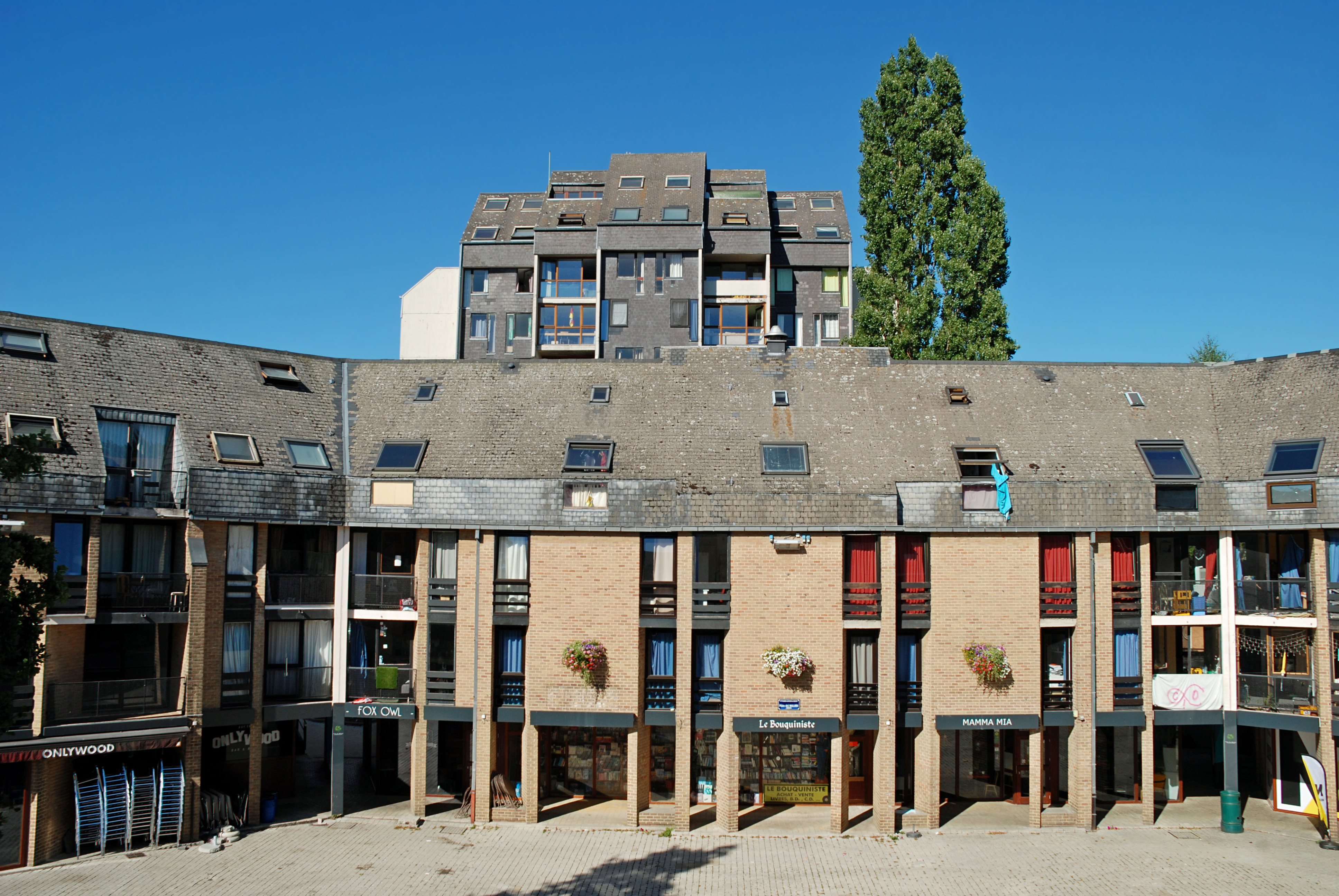
Le côté nord de la place dominé par la silhouette de la tour de Picardie (tour des Wallons).
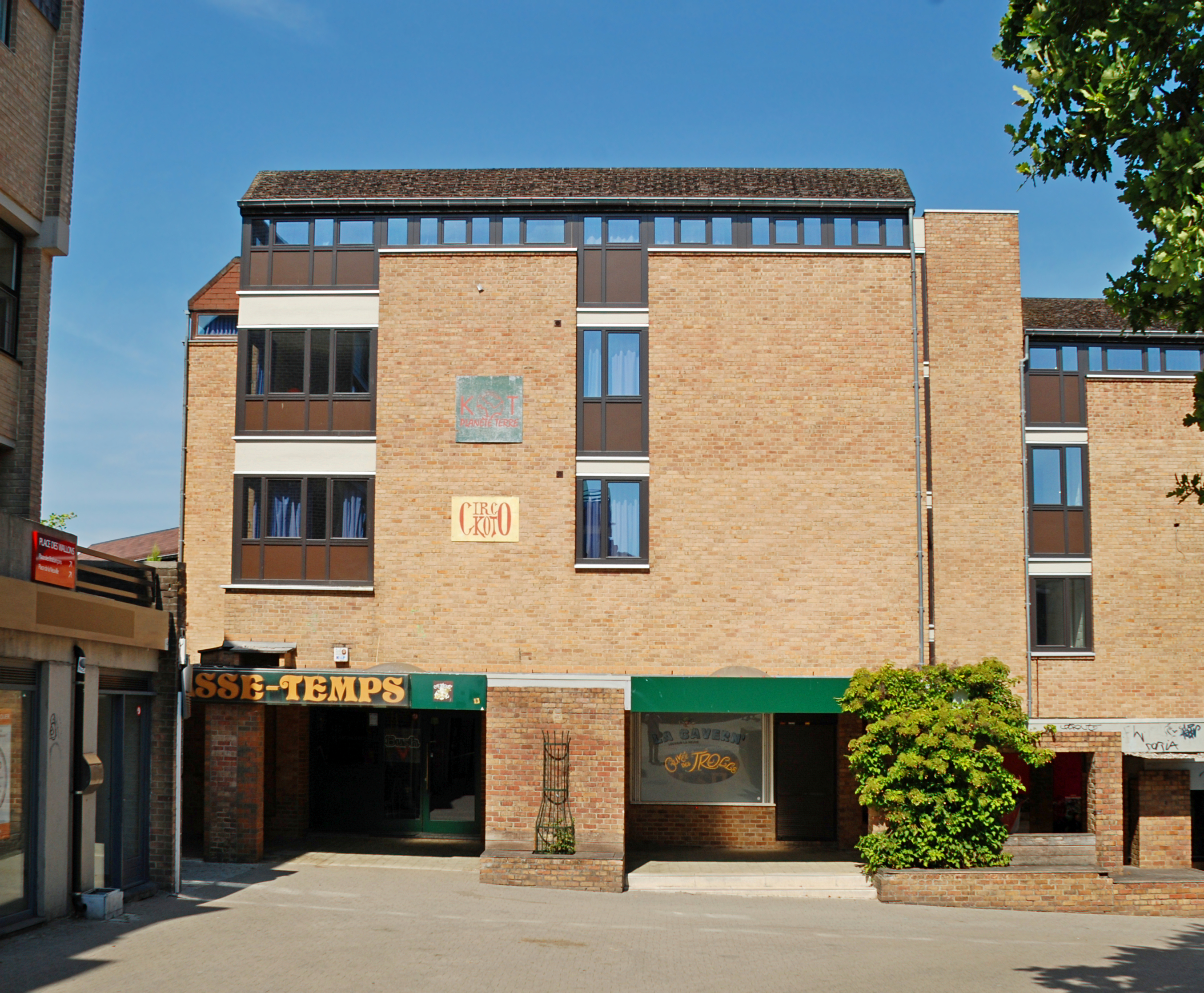
Côté ouest : café et kots-à-projet.

#### Place remodelée par la rénovation 2019-2020
La rénovation de la place des Wallons menée en 2019-2020,,, vise à redonner à la place des Wallons son esprit d'antan avec plus de petits espaces, davantage de convivialité et de verdure, des bancs et un éclairage amélioré,. Le mur qui cachait la vue sur la place quand on monte la rue des Wallons est détruit et remplacé par une pente douce, agrémentée d'escaliers, de marches ondulantes en béton adouci et de petites terrasses aux fonctions multiples,,,,.
La place est plus verte avec la plantation de graminées le long du banc public en pierre bleue qui orne le côté sud de la place.
Le centre de la place est orné d'une fontaine lumineuse composée de huit jets d'eau intermittents en circuit fermé, actifs de 10h à 22h, avec des lumières de couleurs changeantes.
En 2016, le projet prévoyait de sabler les fresques de la grande cage d'escalier extérieure, réalisées il y a quelques années dans le cadre du festival de Street Art Kosmopolite Art Tour 2012 à Louvain-la-Neuve,,, mais les fresques ont été épargnées.

La place après la rénovation de 2019-2020
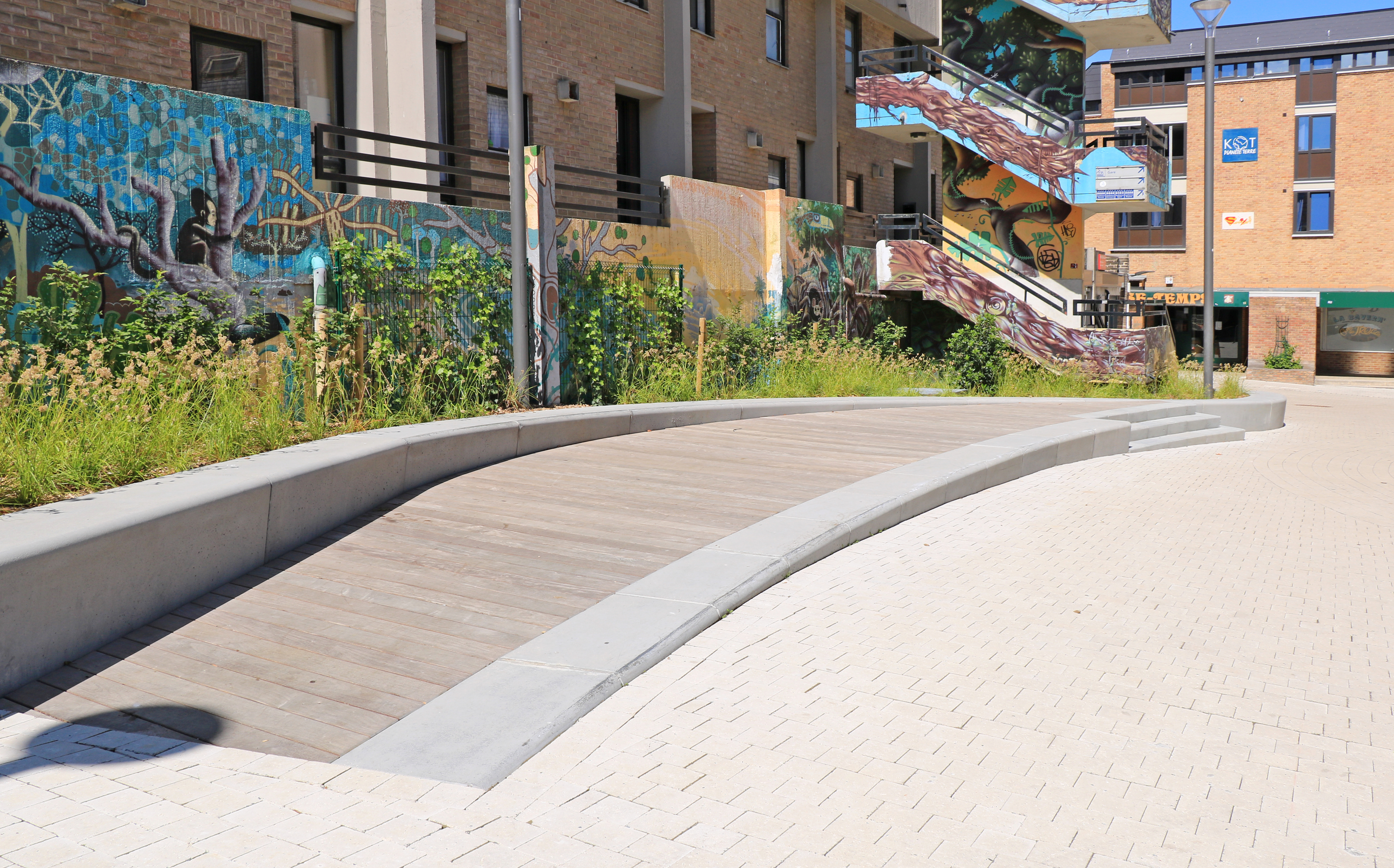
Plantations et banc public.
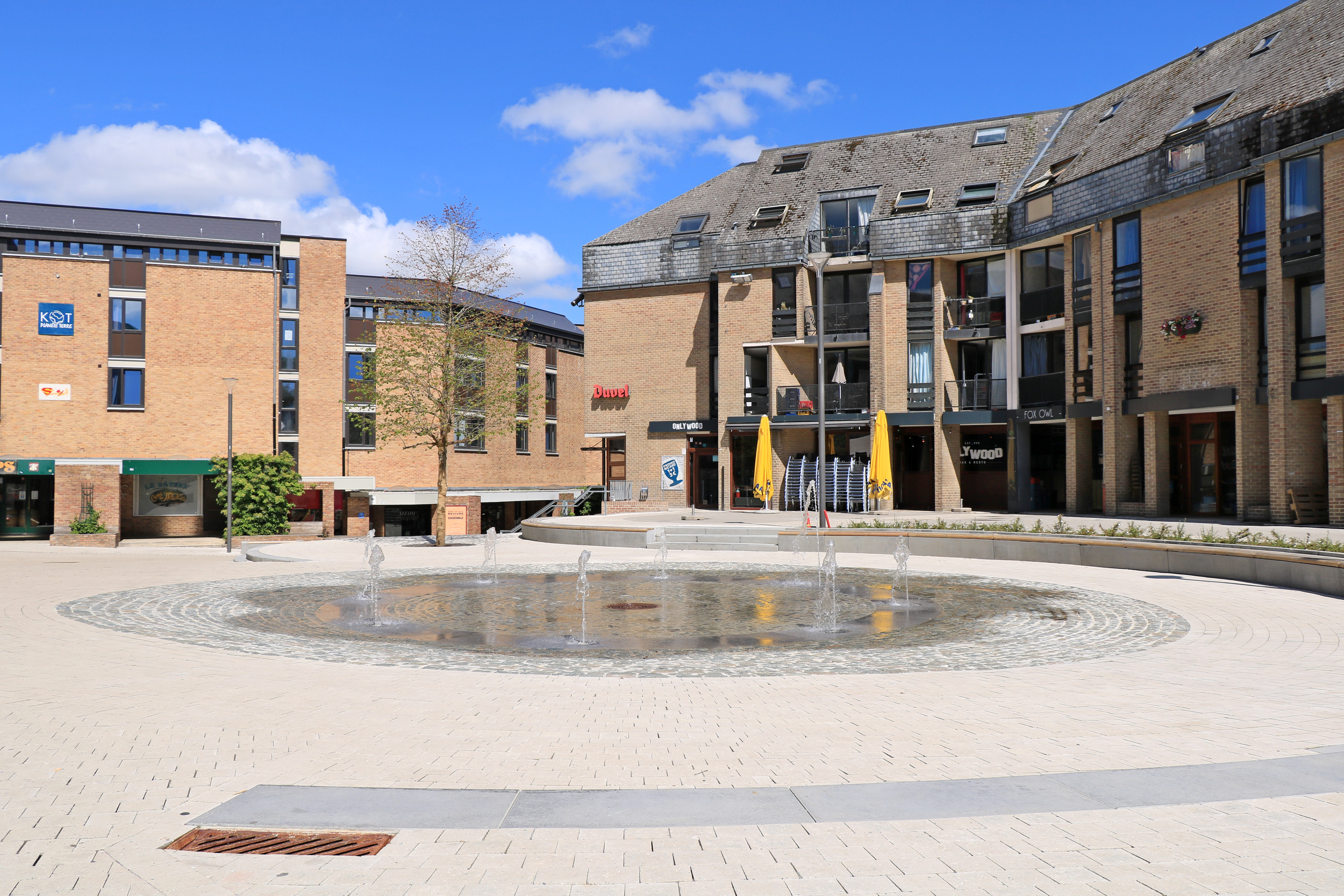
La fontaine centrale.
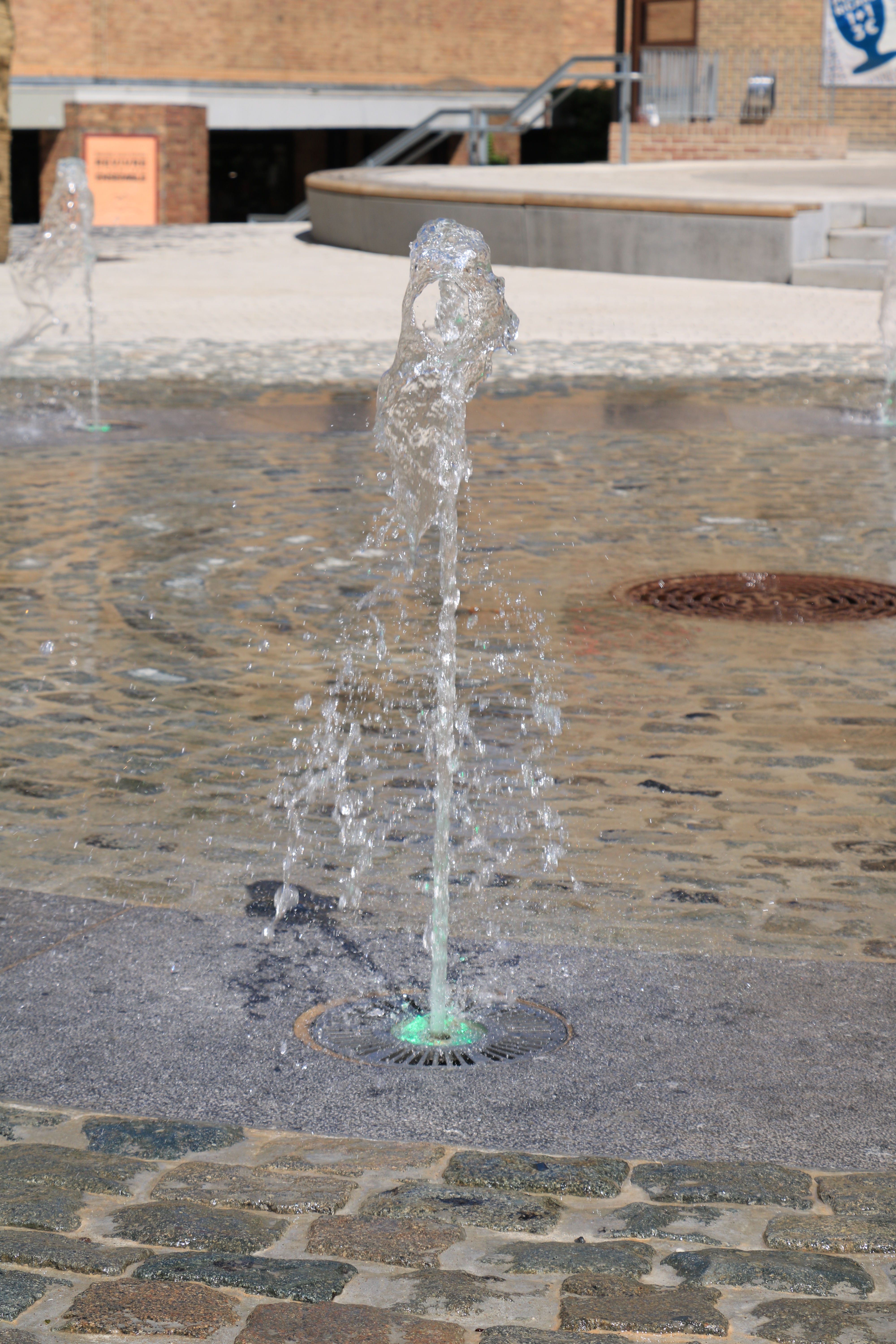
Jet d'eau.

#### Peintures murales

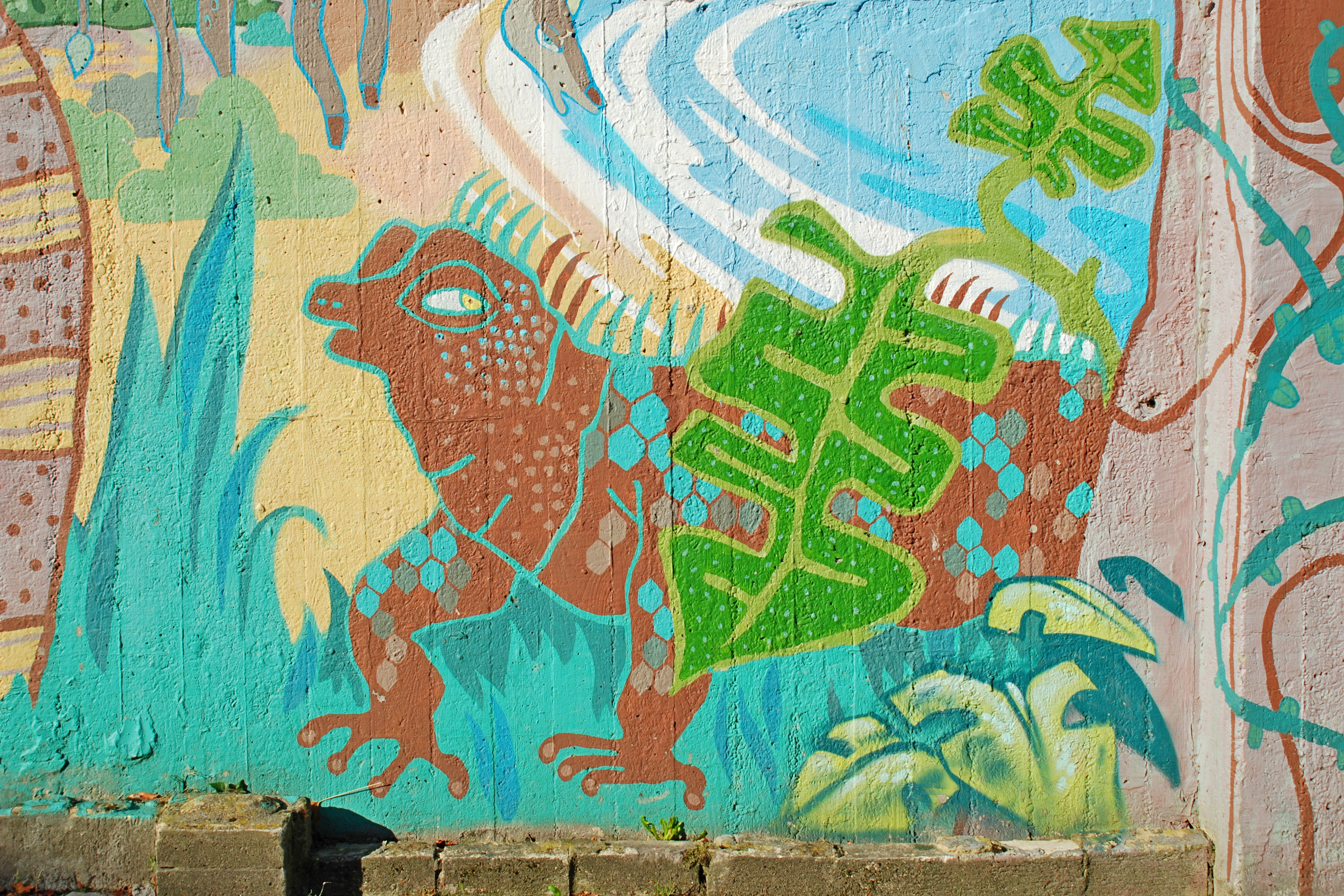
Iguane.

##### Côté sud-est du mur de la place des Wallons
L'immeuble qui occupe le côté sud de la place possède une galerie de circulation au niveau du premier étage sous laquelle court une longue fresque aux motifs animaux et végétaux hauts en couleur, réalisée par des artistes venus du monde entier durant l'été 2012 dans le cadre d'un festival nommé le « Kosmopolite Art Tour » qui a lieu chaque année dans une grande ville du monde.
Sur le pan de mur situé à gauche de la cage d'escalier, on distingue, de gauche à droite, un singe avec un casque audio sur les oreilles, un petit singe perché dans un arbre, une girafe se désaltérant au bord d'un lac, un iguane, un poisson, un lémurien, un toucan et un papillon.
Les peintures murales sont signées CÄät, Keto, Bonga, Besok et Alex,, dont on voit la signature au sommet d'un des pans de mur en « béton brut ». CÄät est le pseudonyme de la bruxelloise Catherine Fradier, diplômée des Beaux-Arts, graffeuse et illustratrice de presse pour Victoire, Le Moustique et des magazines jeunesse, qui « alterne peinture au pinceau, à la bombe, illustration, BD, etc… ».
La rénovation de la place des Wallons menée par l'Atelier d'architecture de Genval en 2019-2020 a masqué partiellement ces peintures murales par des plantations.

Côté sud-est du mur de la place des Wallons
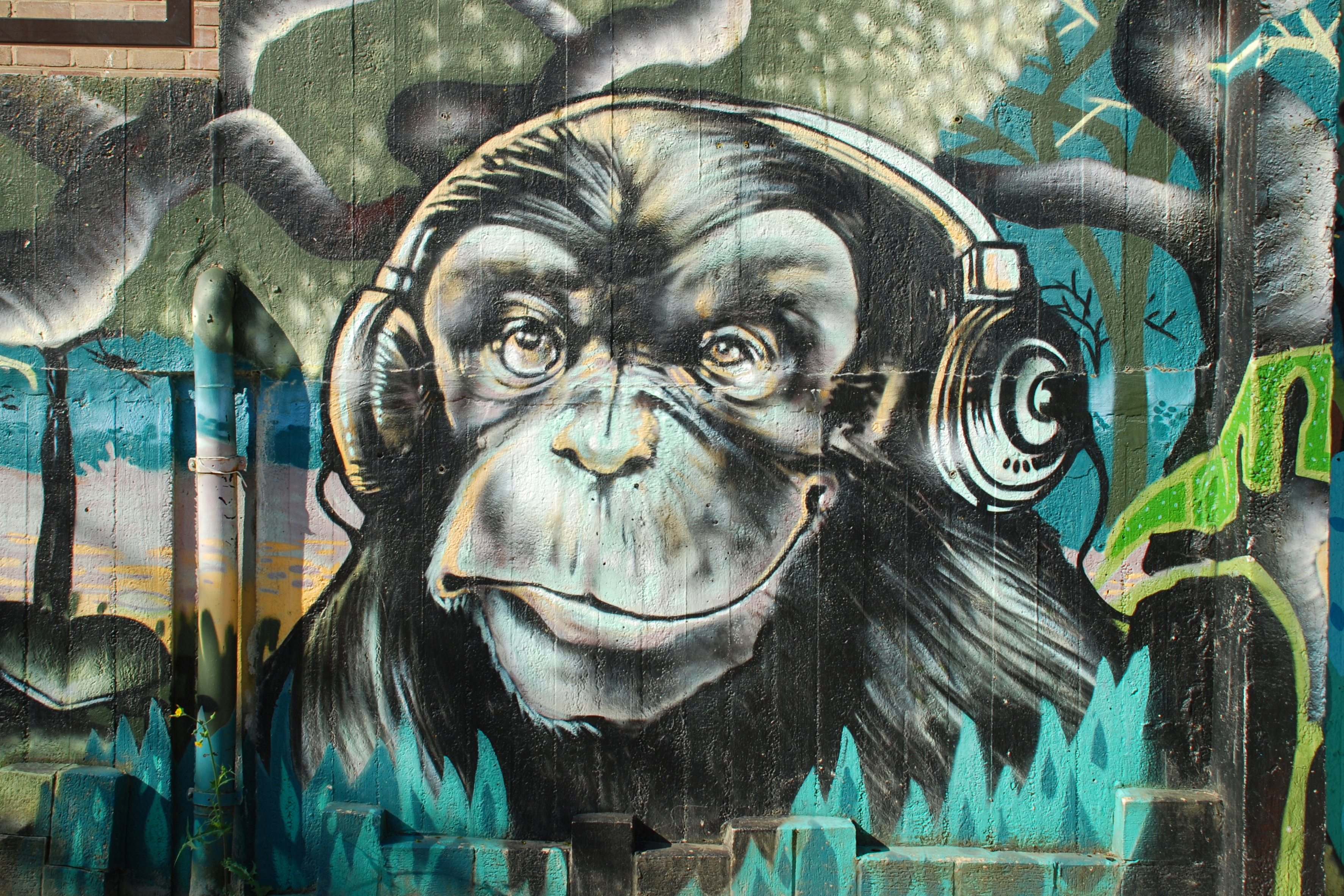
Chimpanzé.
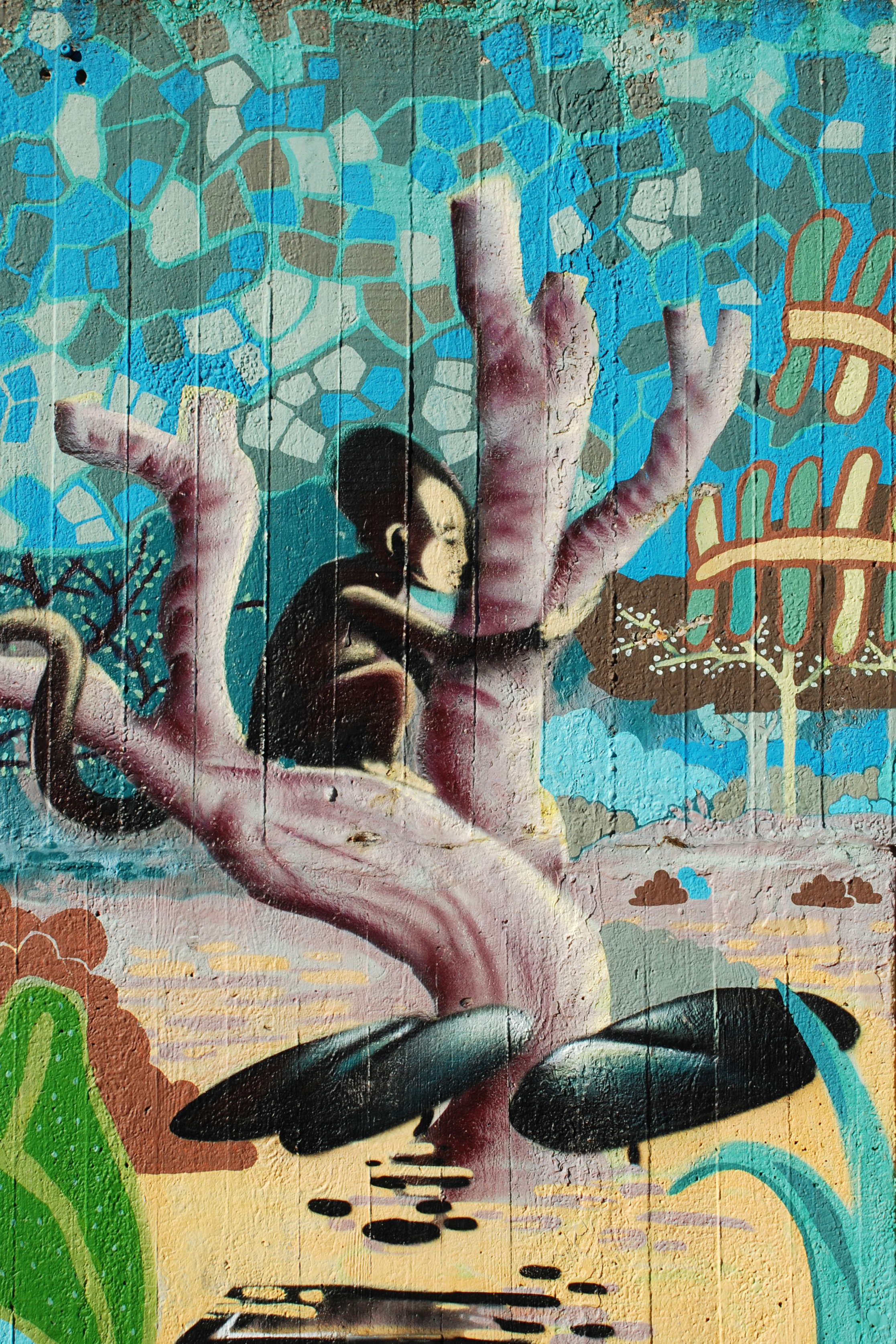
Singe.
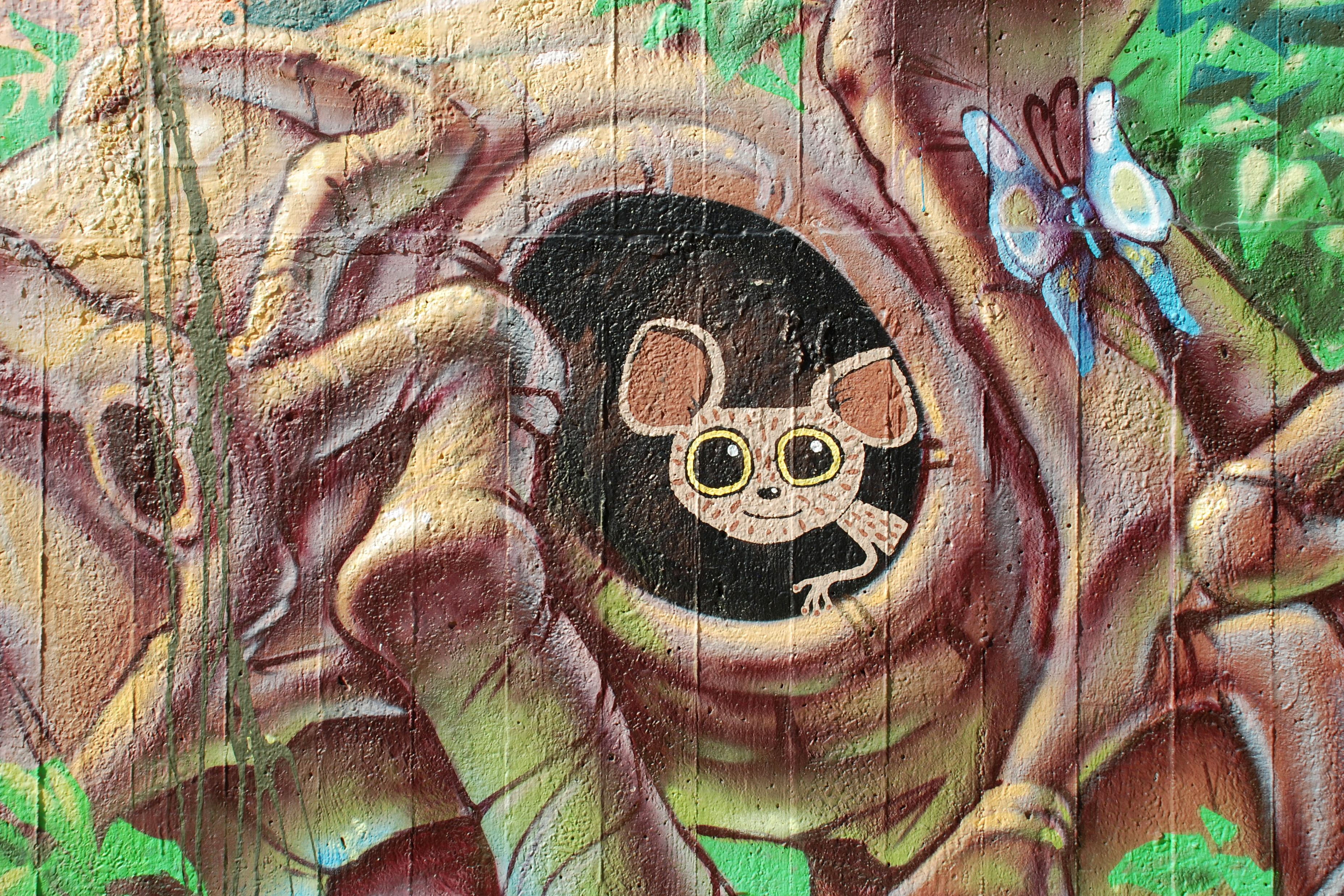
Lémurien.

##### Cage d'escalier extérieure de la place des Wallons

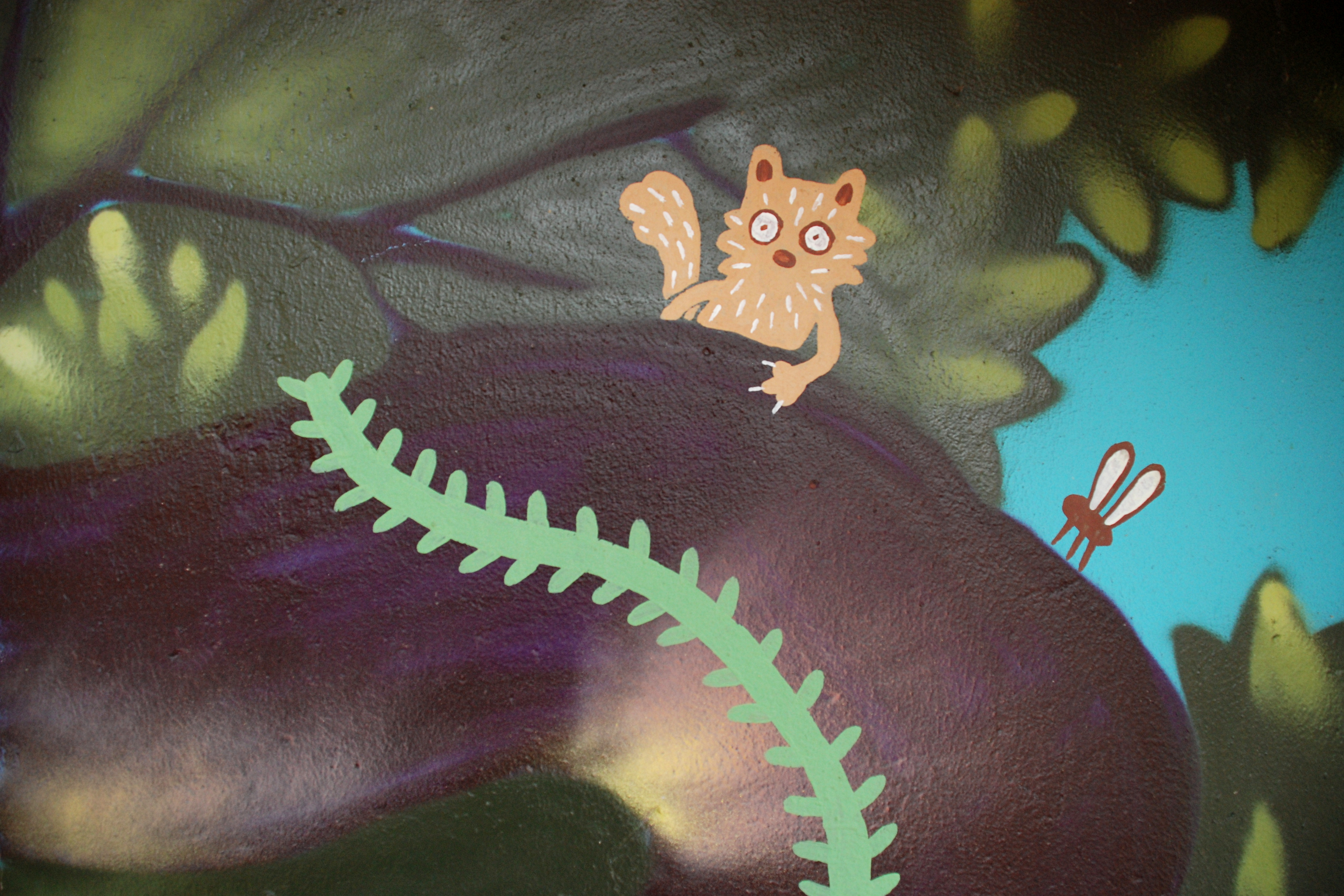

La grande cage d'escaliers extérieures en béton, qui se dresse sur le bloc d'immeubles situé au sud de la place, a également été décorée lors du Kosmopolite Art Tour 2012.
Elle est ornée sur son pan de mur central de motifs végétaux typiques des forêts tropicales habitées de lézards, de mouches et de petites créatures, tandis que ses limons en béton sont couverts d'un entrelacs menaçant de branches épineuses. Ces détails sont entre autres l'œuvre de la graffeuse bruxelloise Cäät mentionnée ci-dessus.
La rénovation de la place des Wallons menée par l'Atelier d'architecture de Genval en 2019-2020 prévoyait de sabler les fresques de cette grande cage d'escalier extérieure,,,, mais elles ont été épargnées.

Cage d'escalier extérieure
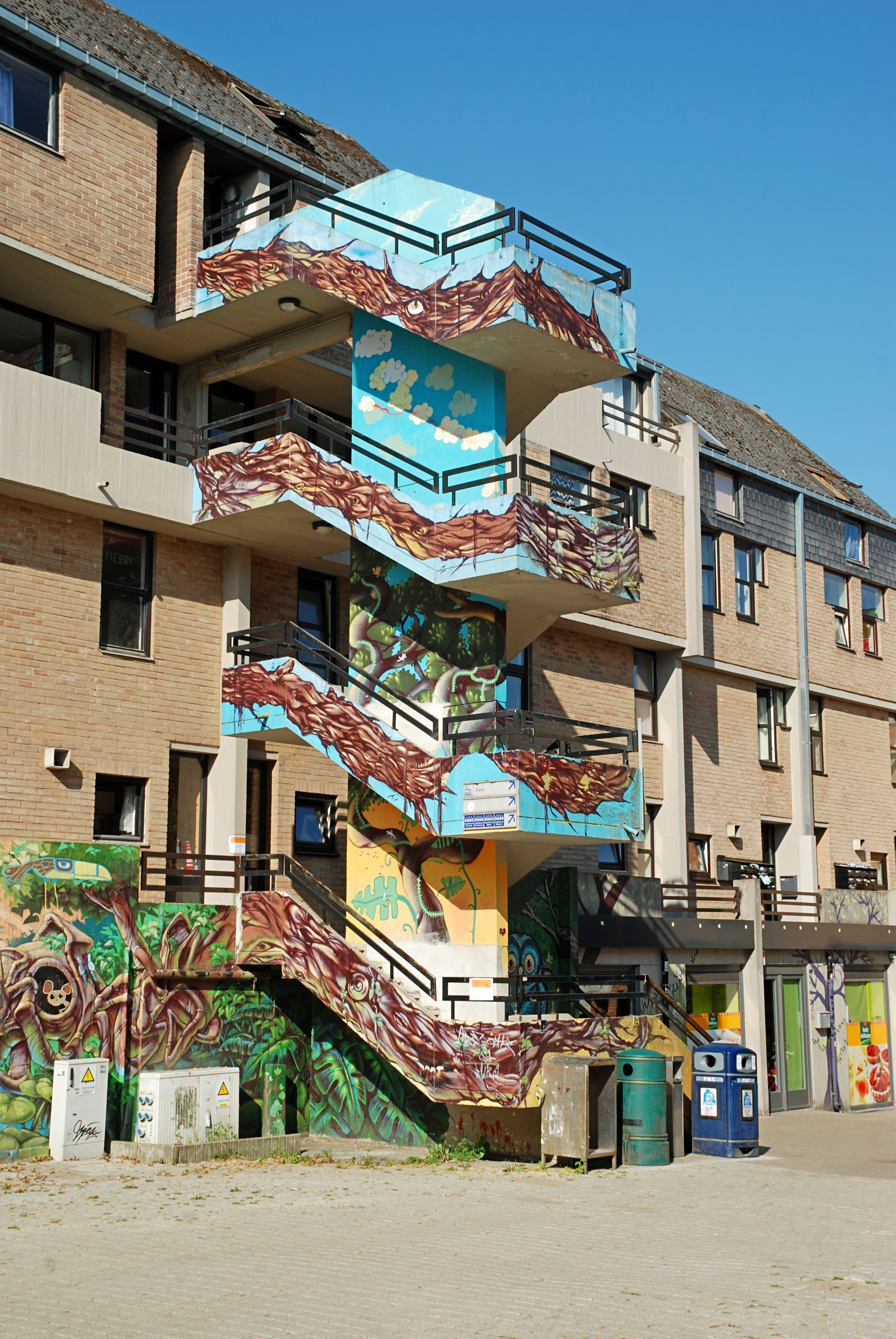
.
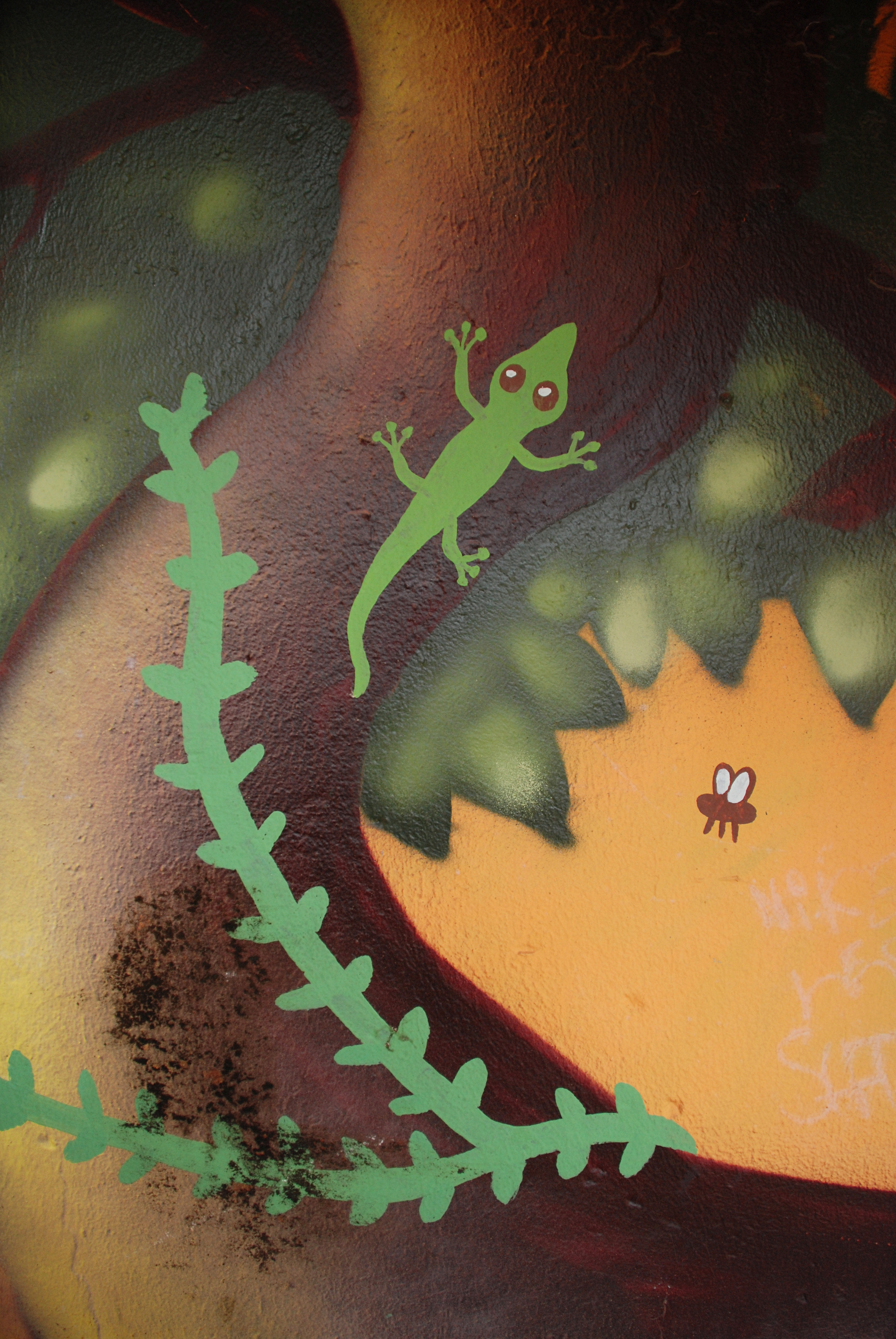
.
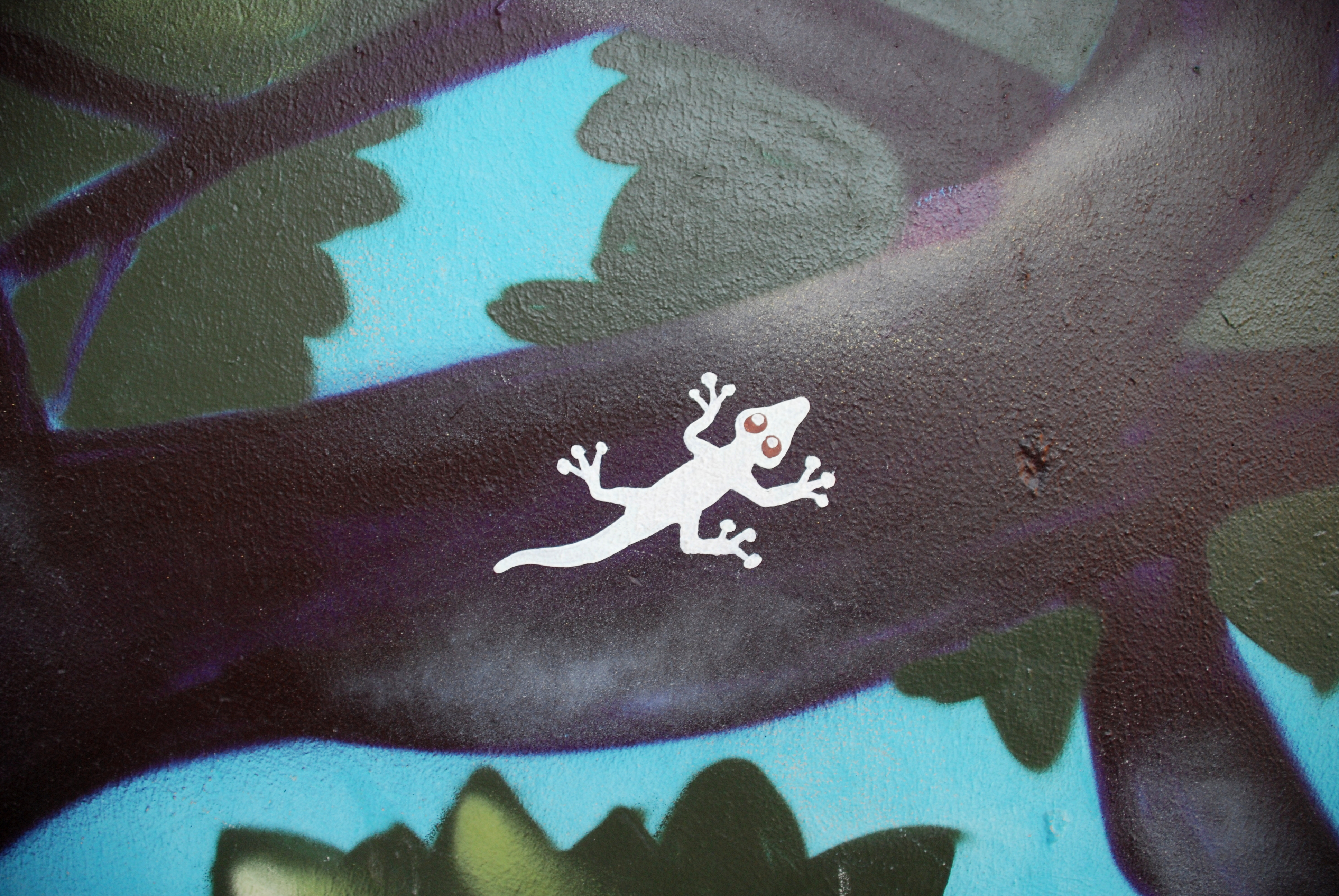
.

##### Côté sud-ouest du mur de la place des Wallons
La fresque continue de l'autre côté de la cage d'escalier avec un grand portrait de jeune femme noire et un hibou aux yeux écarquillés, derrière un abri vélo supprimé lors de la rénovation de la place menée en 2019-2020.
Sous la cage d'escalier, une poutre en bois plantée dans le sol est ornée de grenouilles, mais elle disparaît lors de la rénovation de la place.
Dans un style tout différent, la face nord-ouest de la cage d'escalier est ornée à sa base d'une silhouette de Georges Brassens jouant de la guitare, réalisée au pochoir.

Côté sud-ouest du mur de la place des Wallons
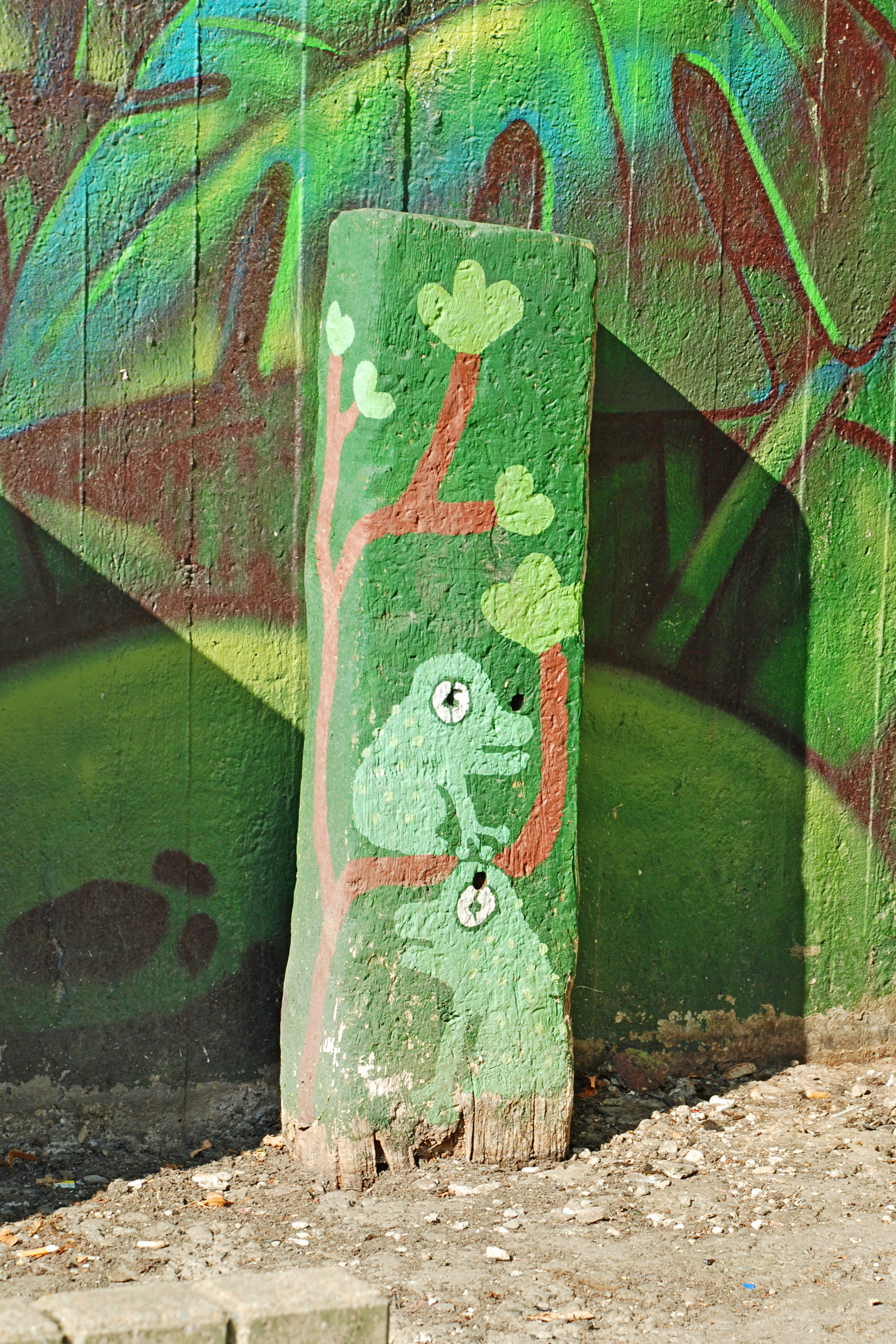
Grenouilles.
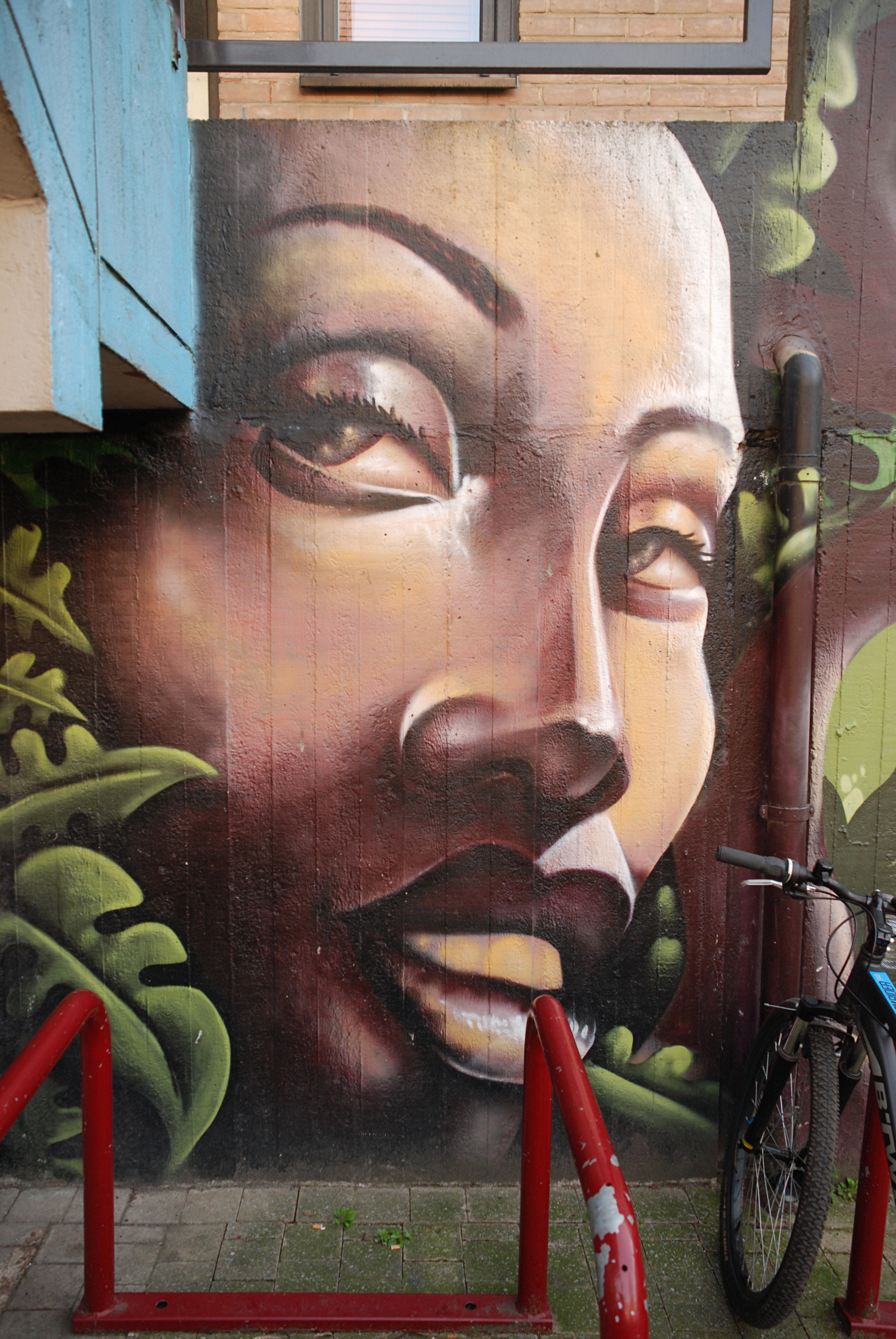
Jeune femme noire.
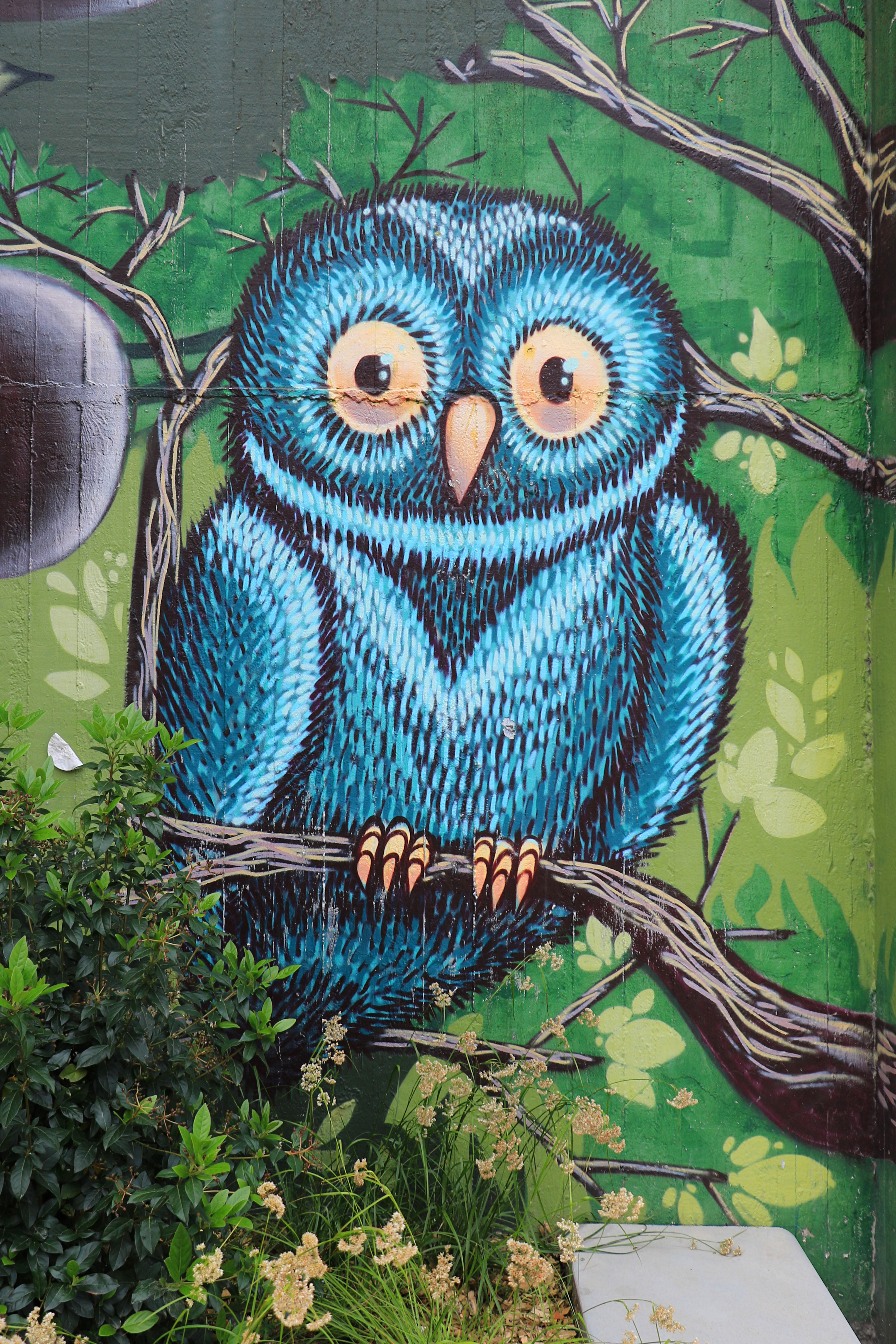
Hibou.
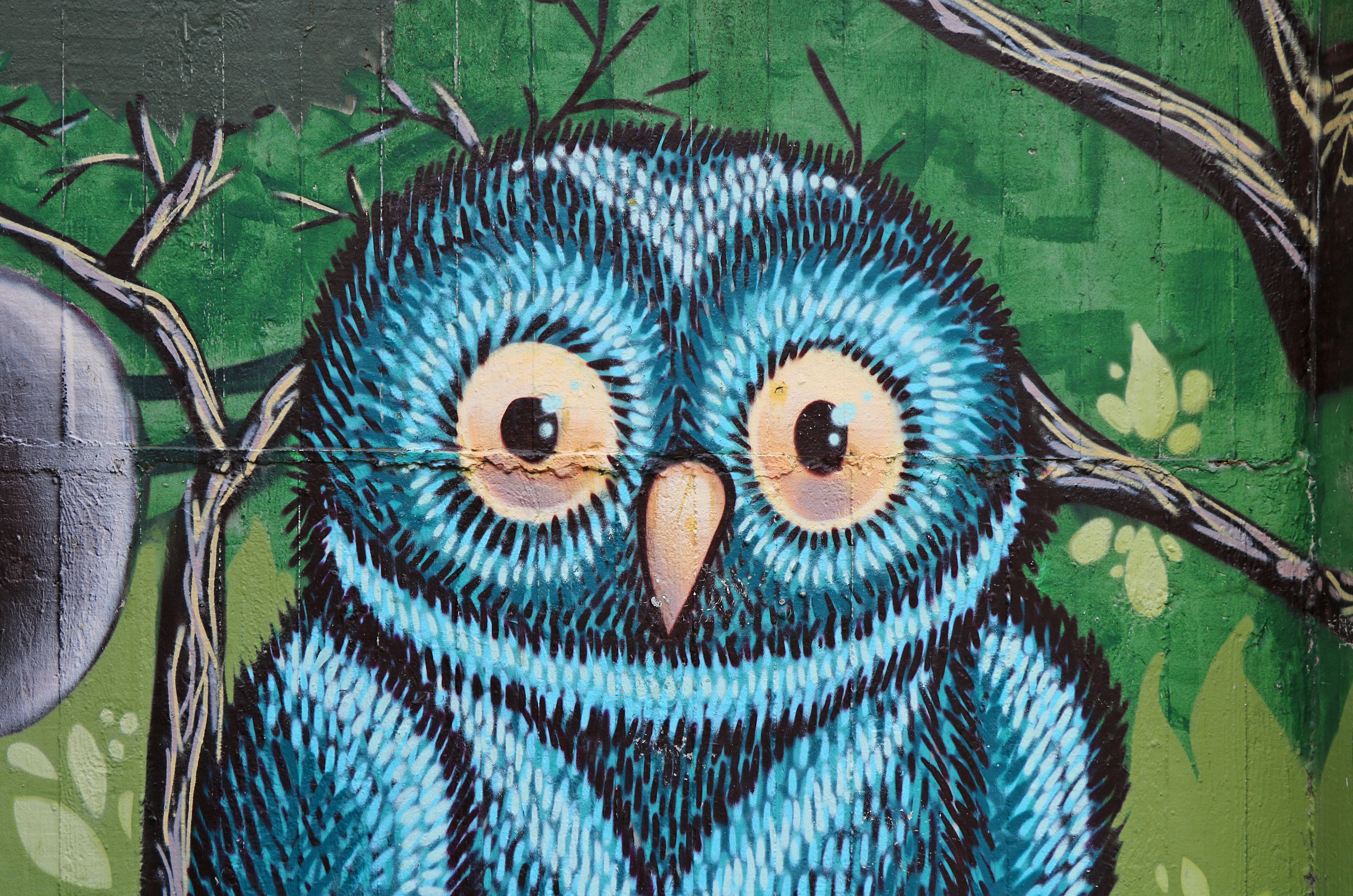
Tête de hibou.

##### Cages d'escalier secondaires

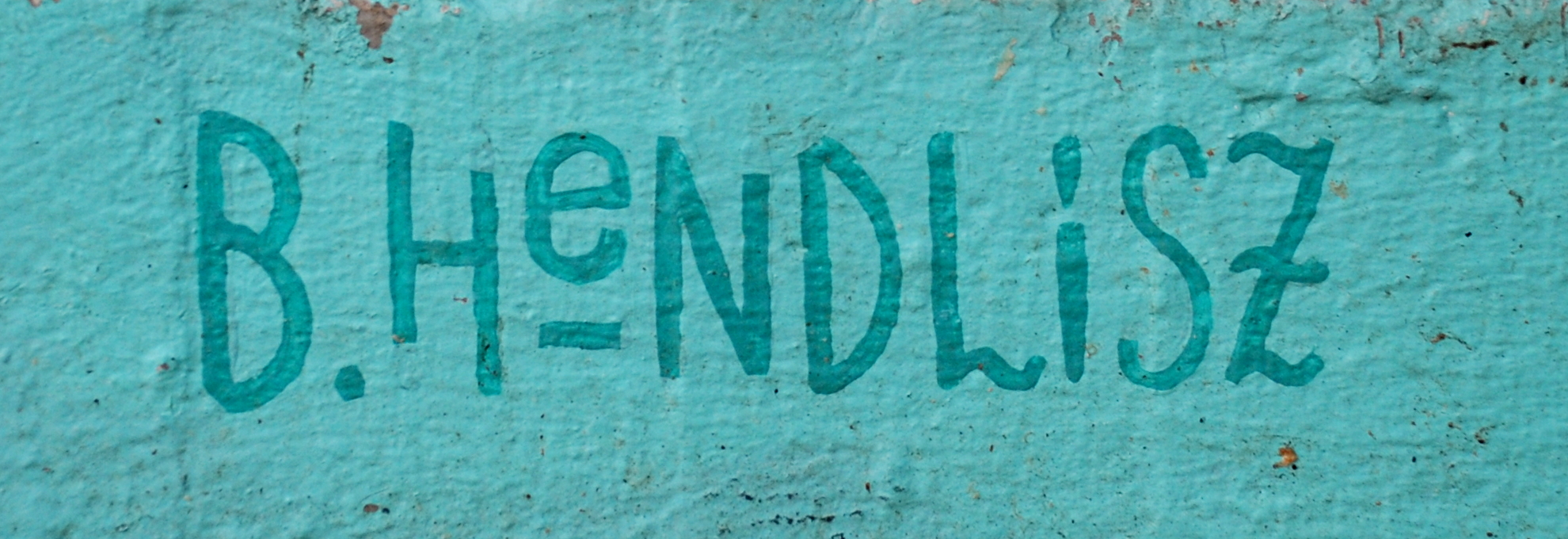
Signature de Benjamin Hendlisz.

Deux autres grandes cages d'escaliers extérieures, situées à l'arrière des immeubles situés du côté nord de la place, sont ornées de motifs géométriques peints dans les tons noir, blanc et bleu pour l'une et noir, blanc et turquoise pour l'autre.
À l'est de la place, face à la chapelle, le pignon du bloc d'immeubles nord est percé d'une cage d'escalier ouverte sur l'extérieur ornée de motifs géométriques peints dans les tons noir, blanc et jaune sur des surfaces de « béton brut » très visibles.
Ces peintures murales ont été réalisées par Benjamin Hendlisz, un graffeur également actif à Bruxelles, qui signe « B. Hendlisz » sur les trois escaliers. Elles ne semblent pas liées au Kosmopolite Art Tour 2012.

Cages d'escalier secondaires
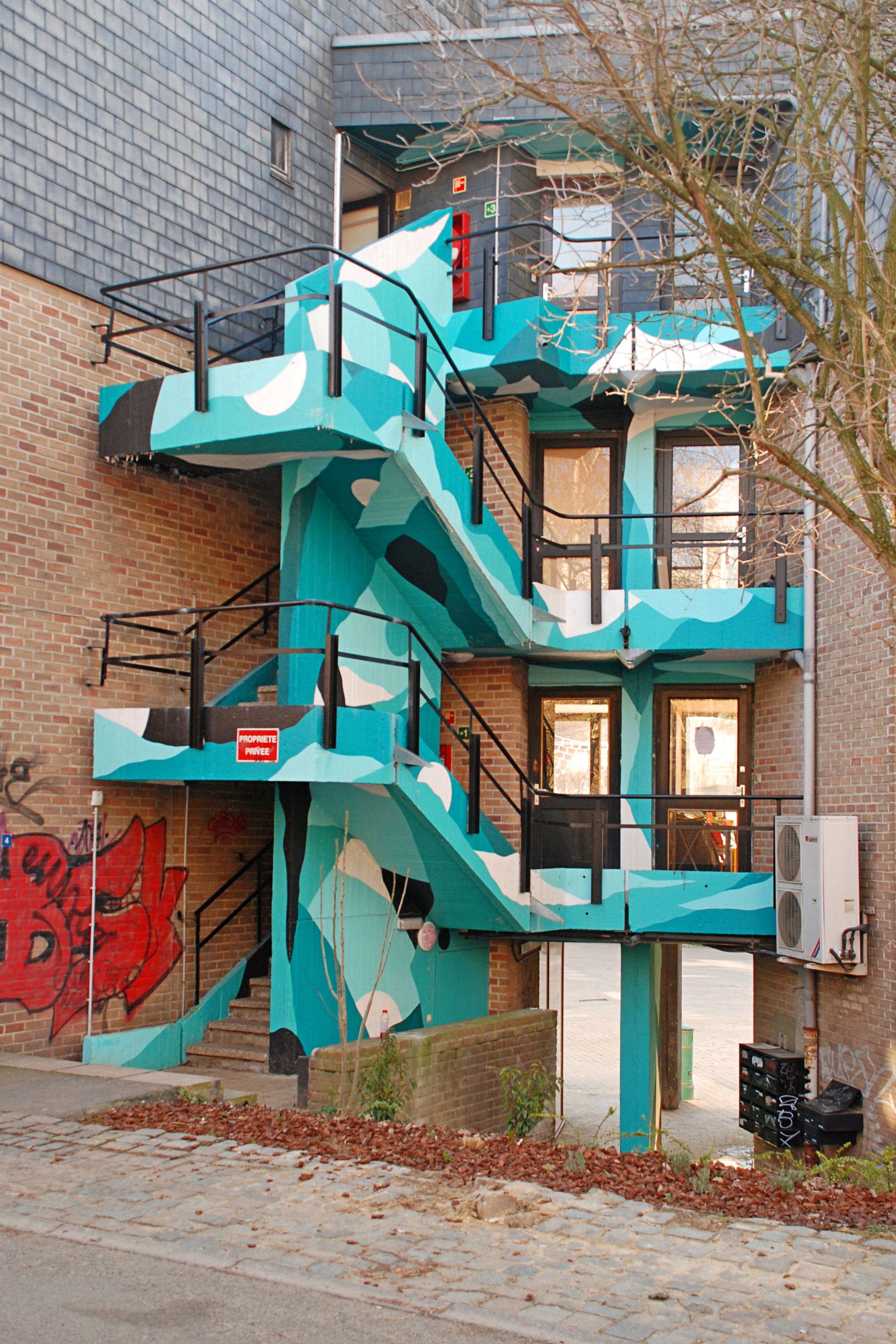
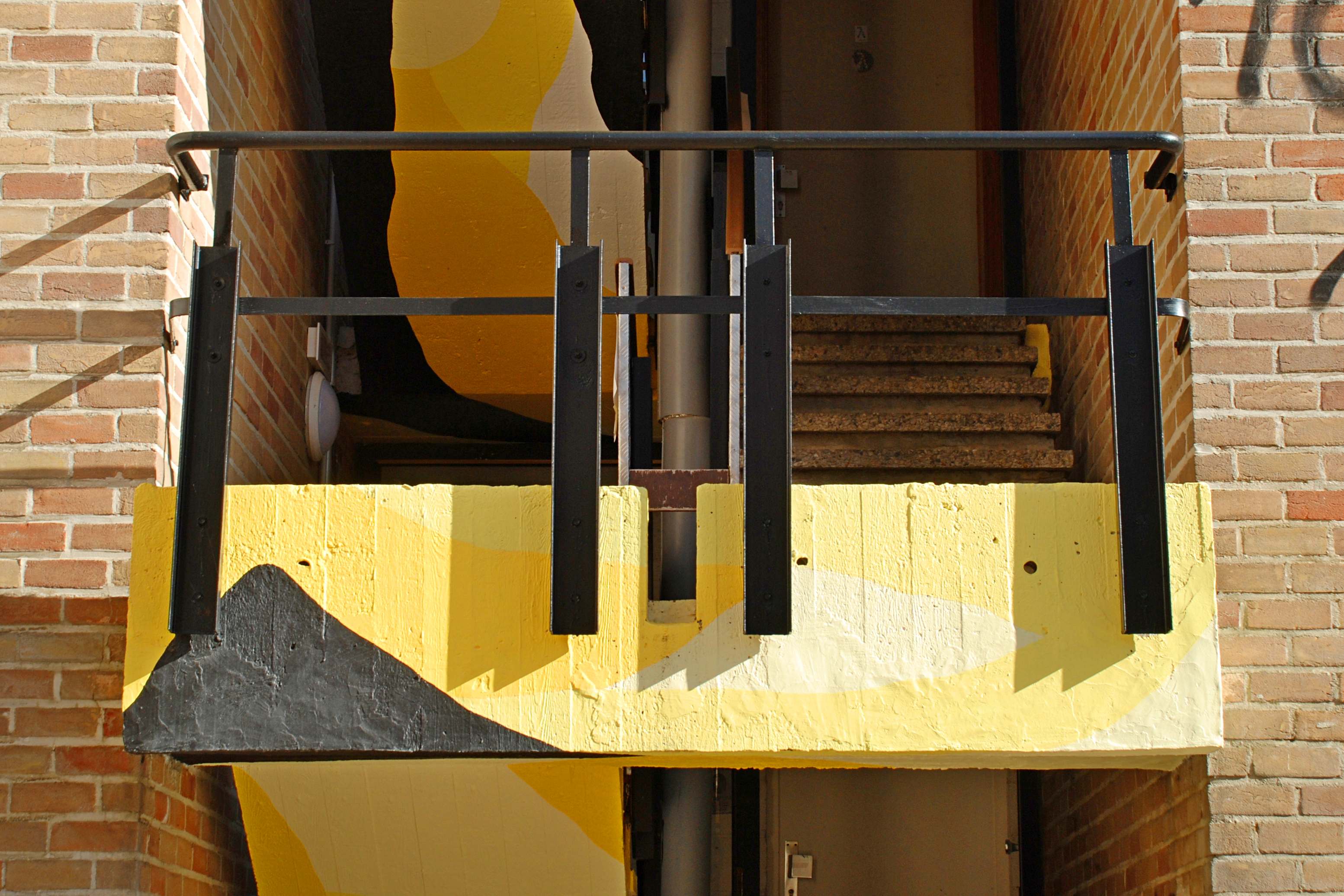
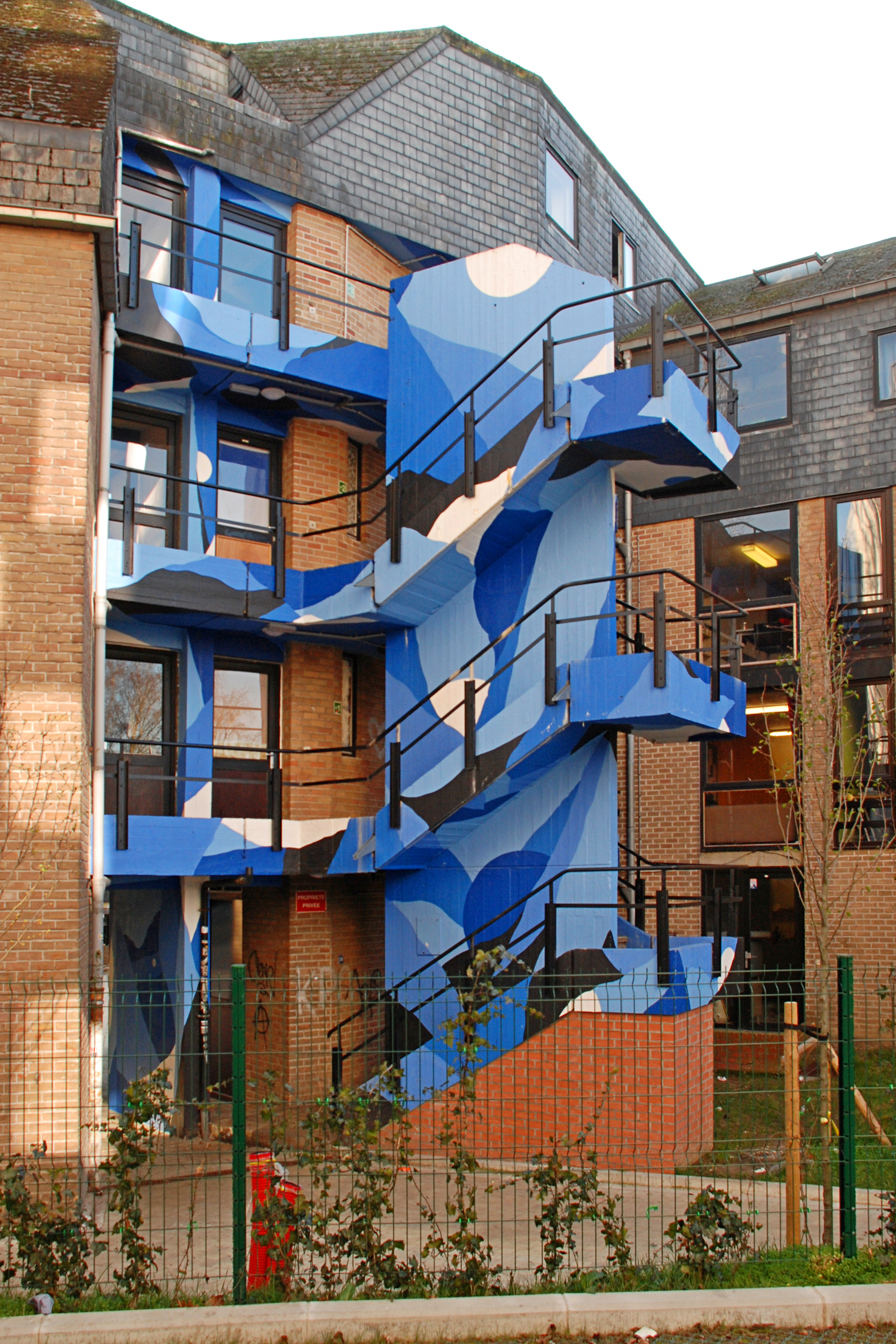

### Partie basse de la rue des Wallons

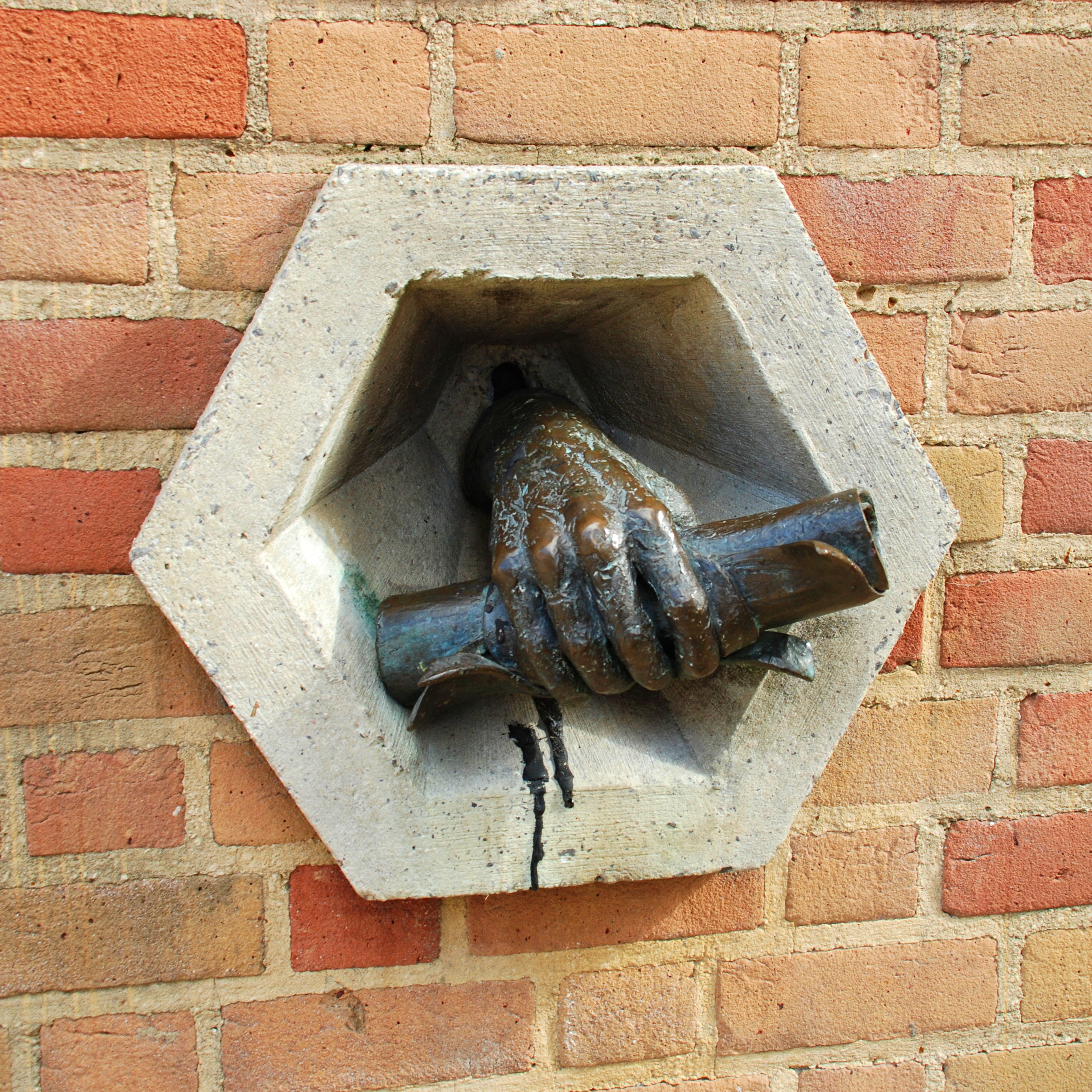
La main au diplôme

La partie basse de la rue des Wallons, qui relie la place des Wallons à la place de l'Université, est beaucoup plus riche en commerces, cafés et restaurants que la partie haute.
On y trouve là aussi une galerie couverte, mais elle agrémentée ici de bacs à plantes et de changements de directions qui la rendent plus attrayante que sa sœur de la partie haute. Celle-ci est agrémentée de panneaux racontant l'histoire de la ville et de l'université. Un de ceux-ci contient un extrait de la chanson Louvain-La-Neuve composée par Édouard Priem en 1996.
La galerie débouche sur le Mémorial des 24 heures vélo, sculpture en bronze réalisée par Vincent Rousseau en 2006 pour commémorer les 30 ans de la manifestation la plus importante du folklore estudiantin en Belgique : la statue représente des jambes qui pédalent sur une capsule de bière,.
La rue des Wallons rejoint ensuite la gare de Louvain-la-Neuve, surplombée par le vaste bâtiment des Halles universitaires de Louvain-la-Neuve, réalisation majeure du brutalisme à Louvain-la-Neuve due aux architectes Yves Lepère et Joseph Polet (1975-1976),,,, dont un des murs est orné d'une immense peinture murale à l'acrylique intitulée Qu'est ce qu'un intellectuel ? réalisée en 1987 sur base d'un projet de Roger Somville par le « Collectif d'art public »,,. Cette fresque représente en haut l'intellectuel classique gréco-romain, au centre l'intellectuel de la Renaissance et en bas l'intellectuel d'aujourd'hui,,.
À l'endroit où la rue des Wallons rencontre la Grand-Rue et la place de l'Université se dresse une fontaine qui représente un étudiant et une étudiante qui lisent un livre ensemble. Baptisée « Léon et Valérie » par les étudiants en référence à une vieille chanson estudiantine, cette fontaine est un don d'un mécène américain, le docteur Donald Hilson Ryan, et a été inaugurée le 11 octobre 1984. Le bassin d'un diamètre de 3m50 et le socle en béton teinté de Bierges ont été dessinés par Raymond Lemaire tandis que les personnages grandeur nature en bronze sont de la main de Gigi Warny,.
Face à cette fontaine, la façade principale des Halles intègre une sculpture en bronze et cadre en béton blanc intitulée « La main au diplôme » réalisée en 1995 par Gigi Warny, une artiste autodidacte diplômée de l'UCL,. Cette sculpture, dont le promoteur fut la Fondation Michel Woitrin, rappelle la fonction universitaire de la ville.

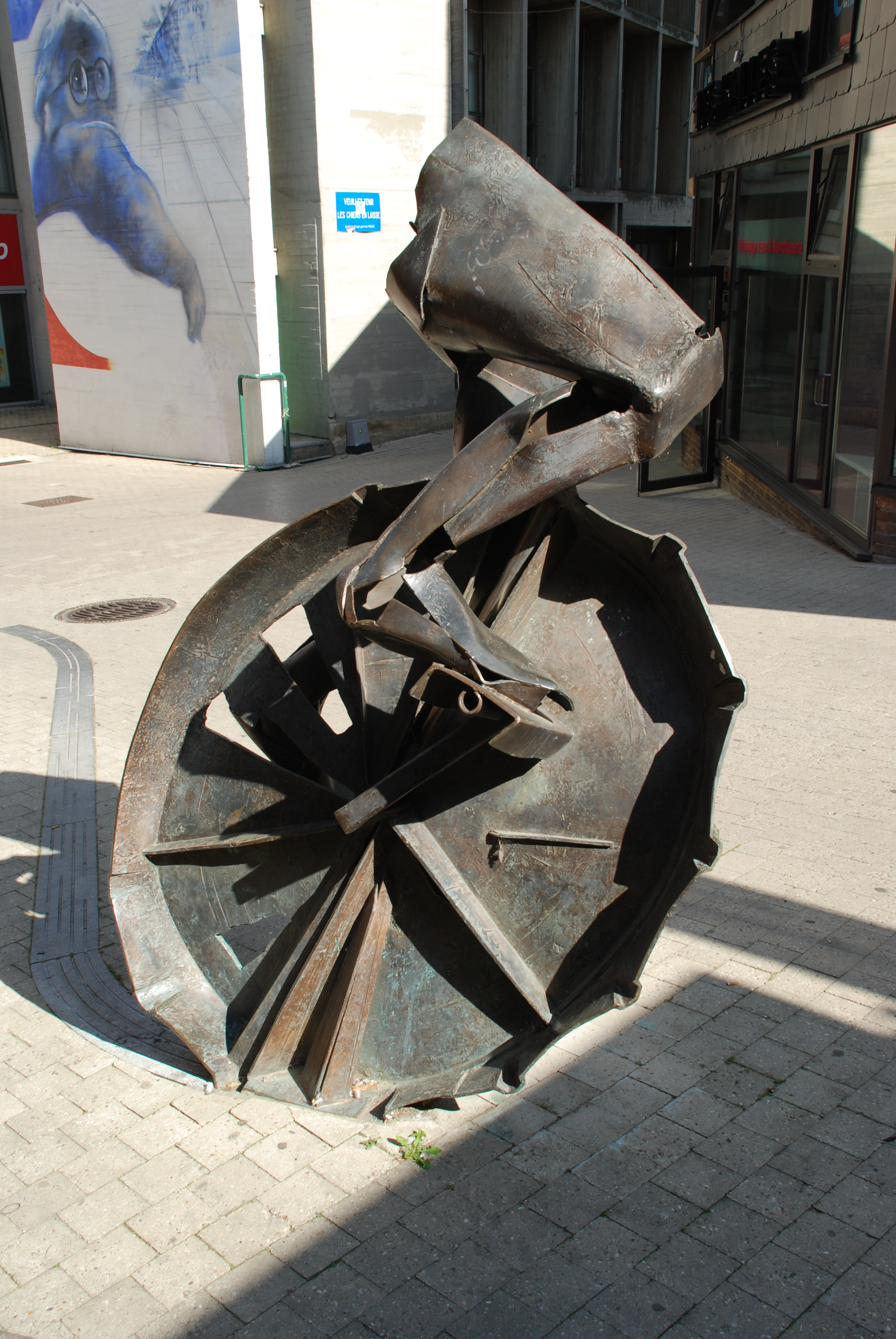
Mémorial des 24 heures vélo.
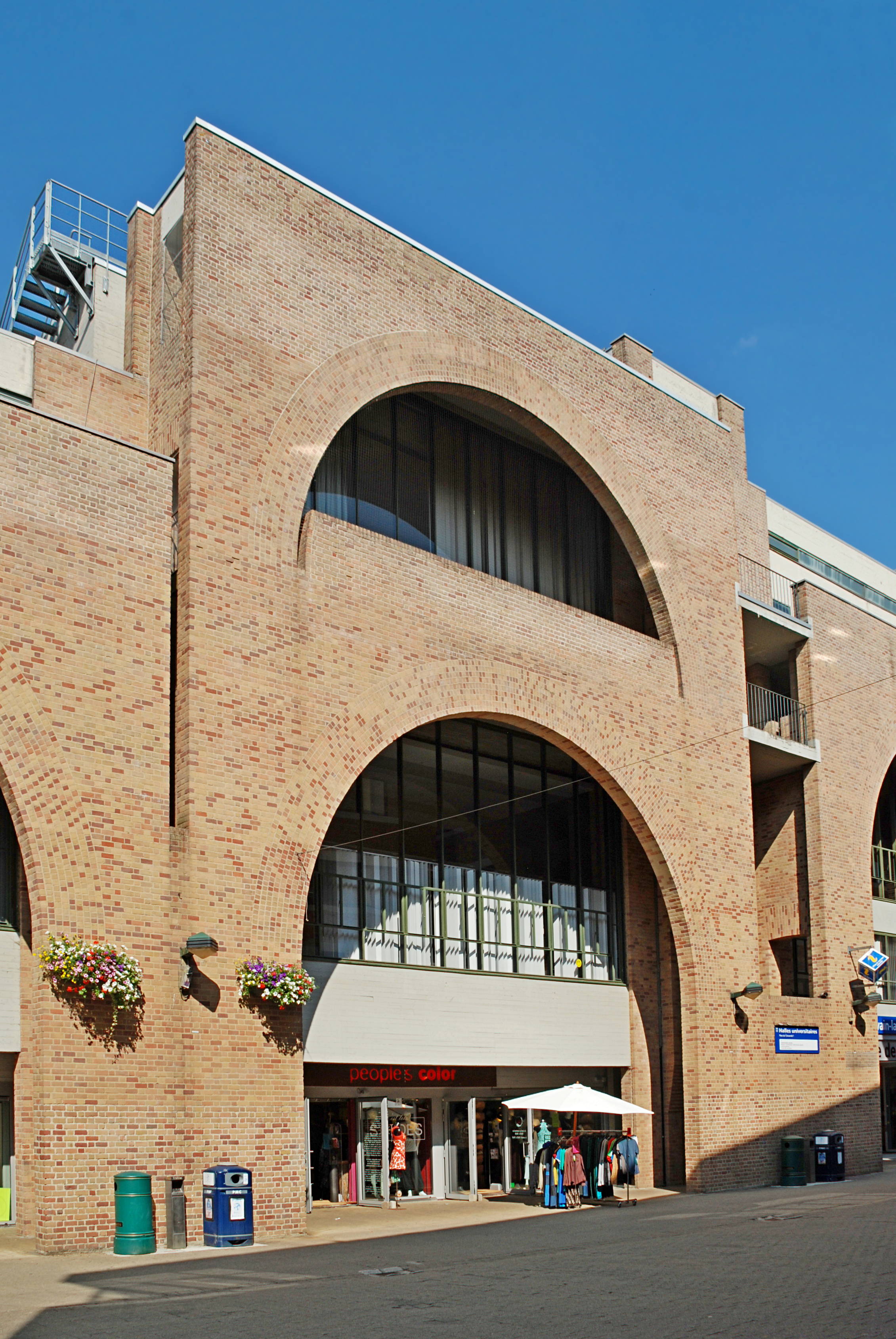
Halles universitaires.
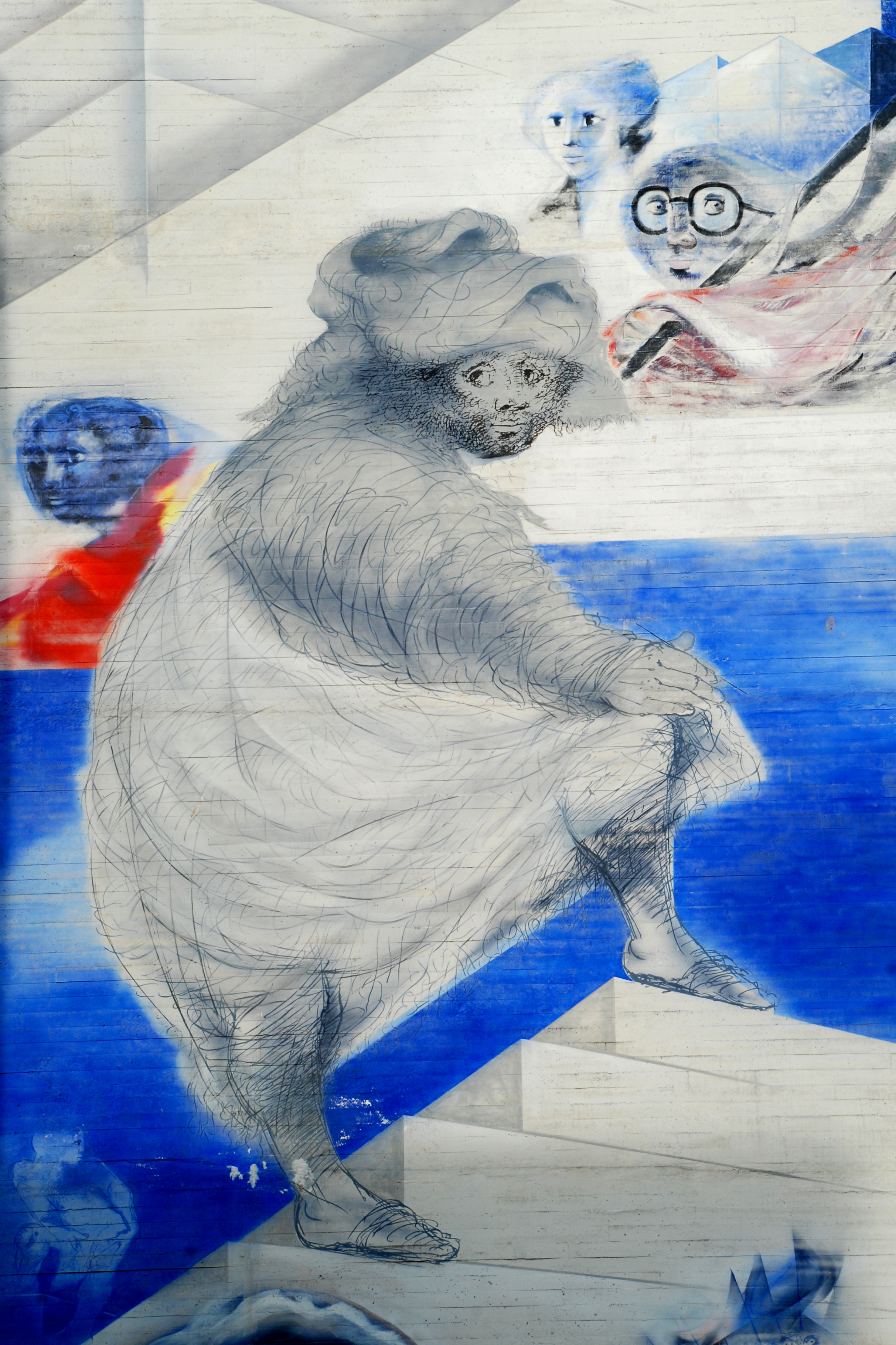
Qu'est ce qu'un intellectuel ?
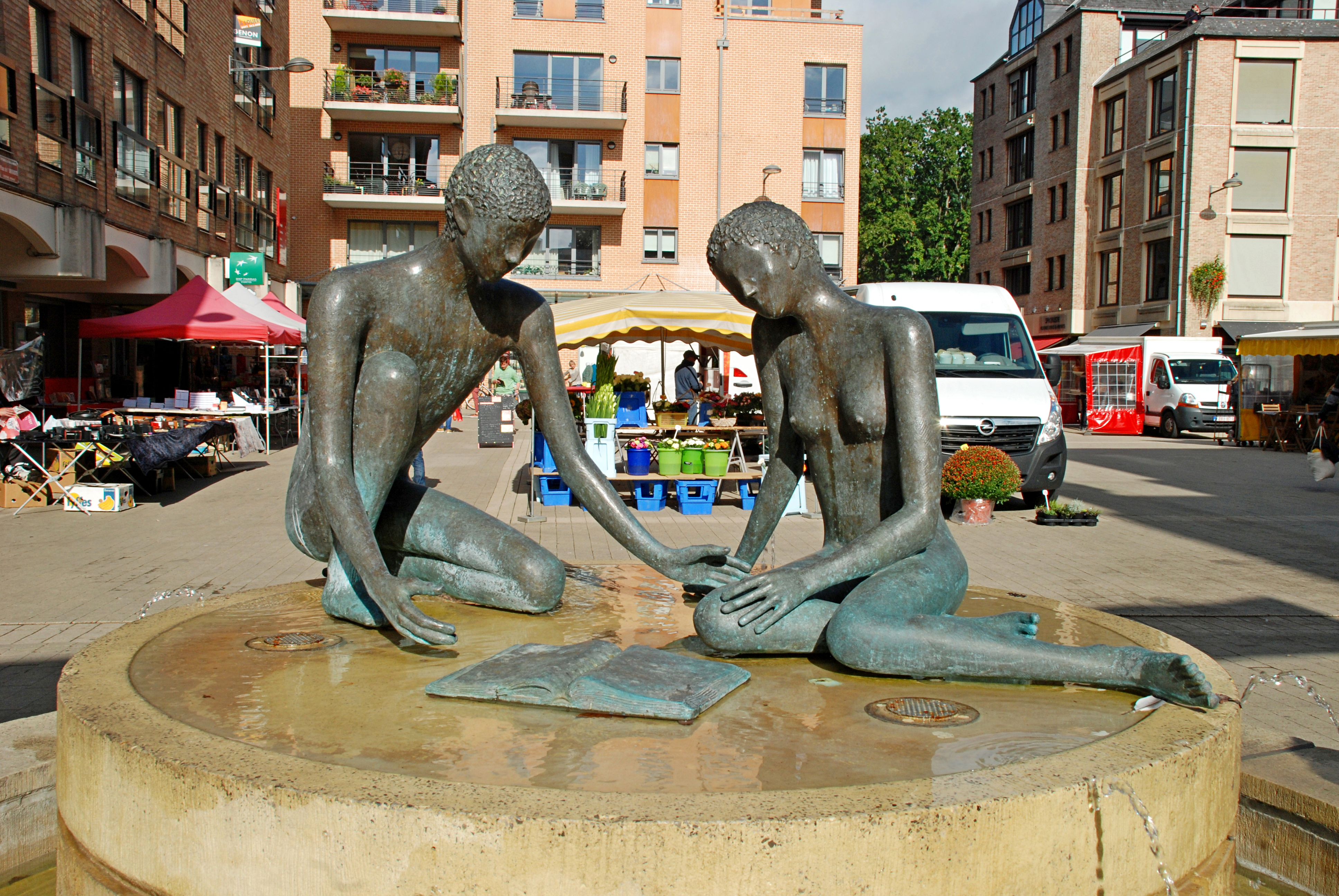
Léon et Valérie.
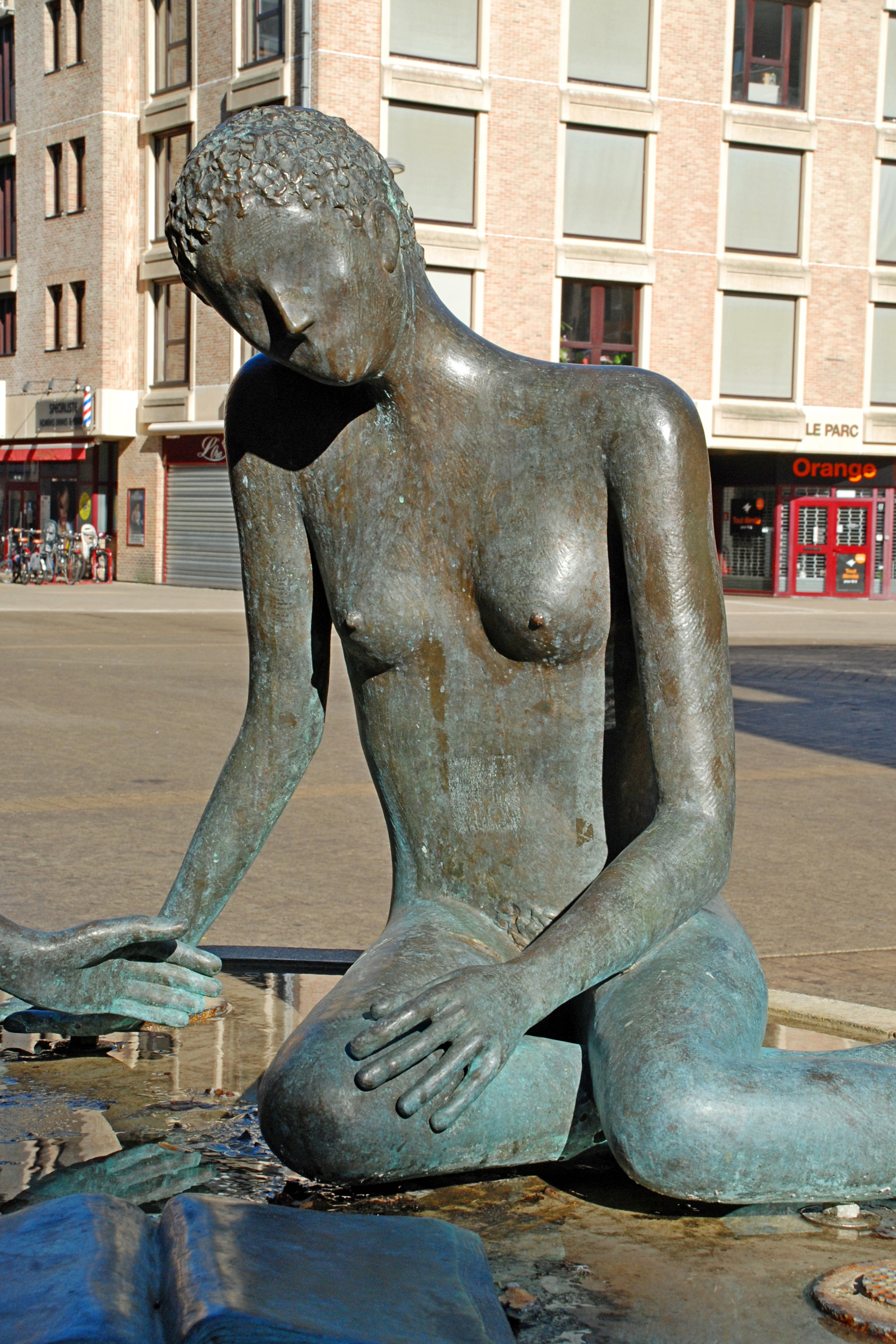
Valérie.

## Art public aux abords de la rue des Wallons

### Place Galilée et ruelle Dédale
Les environs de la rue des Wallons sont ornés de plusieurs œuvres d'art public.
Au centre de la place Galilée trône la Fontaine Galilée réalisée en 1978 par le sculpteur Jean Willame,. Cette fontaine non figurative de douze tonnes en pierre bleue des carrières de Denée,, surnommée affectueusement la « Crotte de mammouth » par les étudiants, n'est pas raccordée à l'eau pour des raisons techniques, au grand regret de l'artiste,.
La fresque  Tendre Violette a été réalisée en 2004 par le dessinateur Jean-Claude Servais avec des étudiants du « Kot BD » dans la ruelle Saint-Éloi,,. La jolie blonde cueille avec insouciance des fleurs des champs en chantant « Aux marches du palais ». En 2013, la fresque est endommagée car le mur s'écaille et, en accord avec l'artiste, le service UCL Culture décide de faire repeindre la fresque à l'identique par des membres de la maison des jeunes de Louvain-la-Neuve,.
Dans la ruelle Dédale, qui donne sur la rue des Wallons, la fresque Les Baleines publiques de la série Broussaille, du dessinateur Frank Pé dans la ruelle Dédale, est une bande dessinée en 5 parties réalisée en 1993 par le « Kot BD » avec le concours de l'Administration des domaines de l'UCL et du comité de gestion des « kots à projets ». La fresque, dans laquelle « Broussaille se sent comme un poisson dans l'eau », a été rénovée en 2004 mais sa partie droite (Le poisson-chat de la ligne 14) est très dégradée.

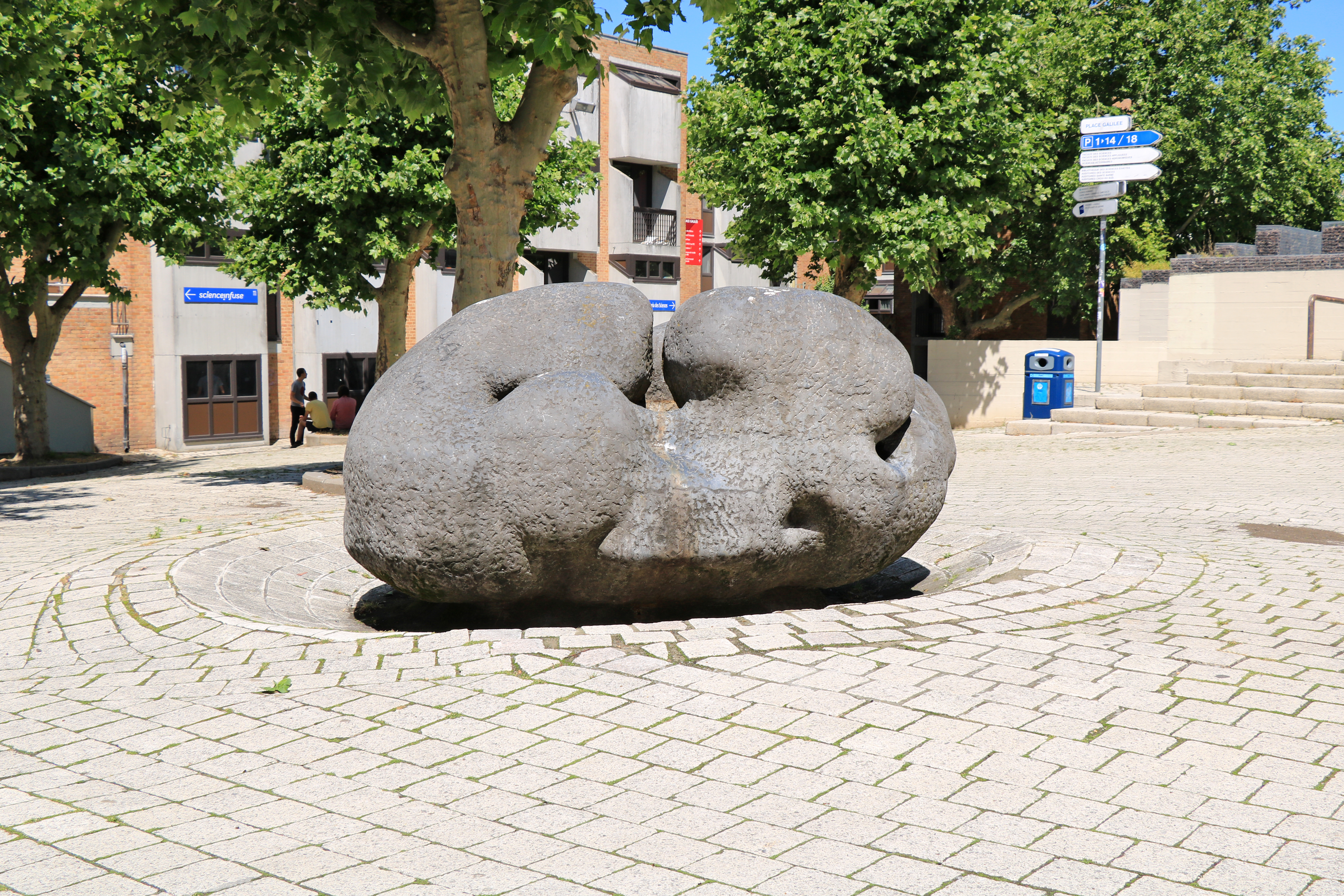
« Crotte de mammouth ».
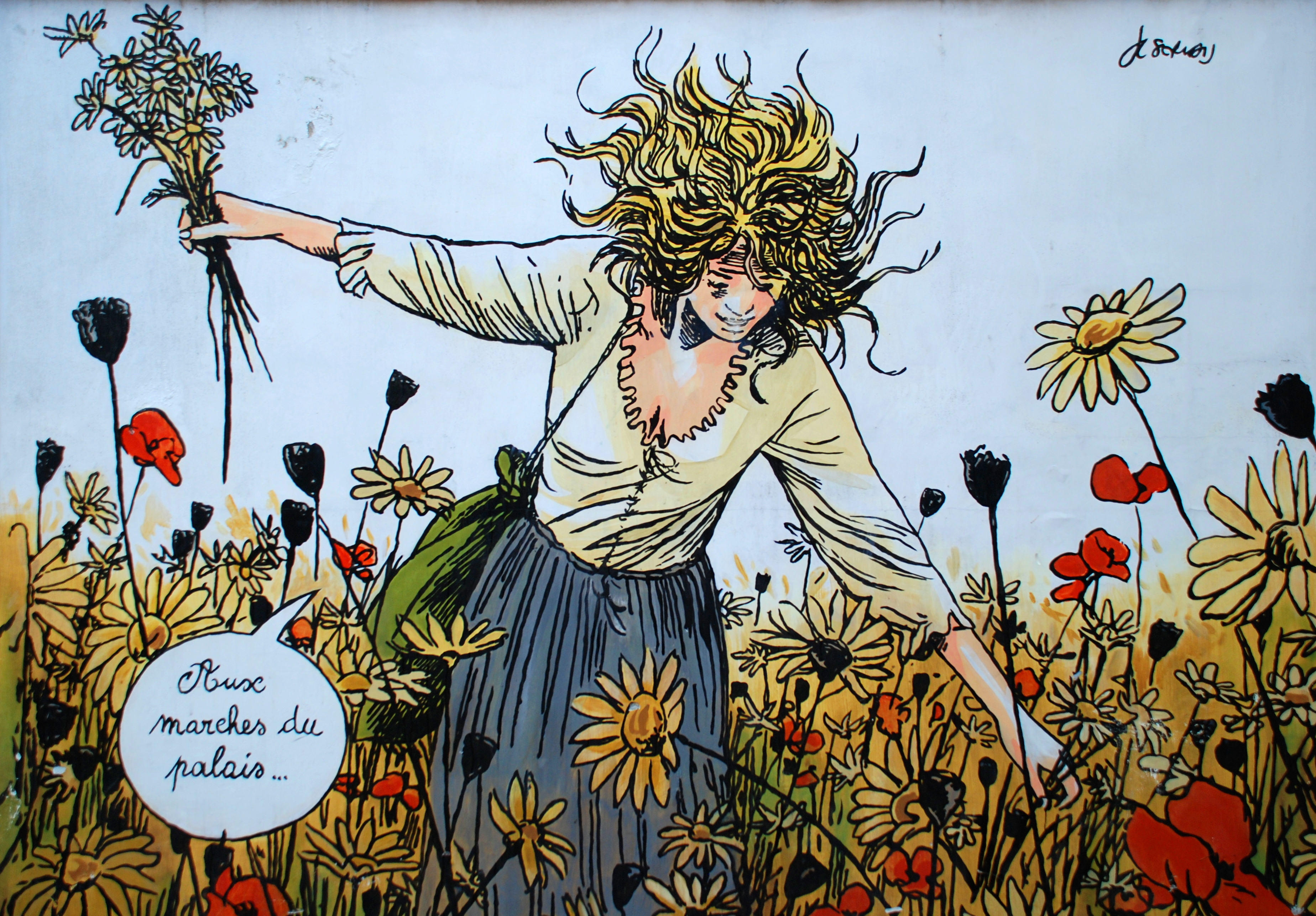
Tendre Violette.
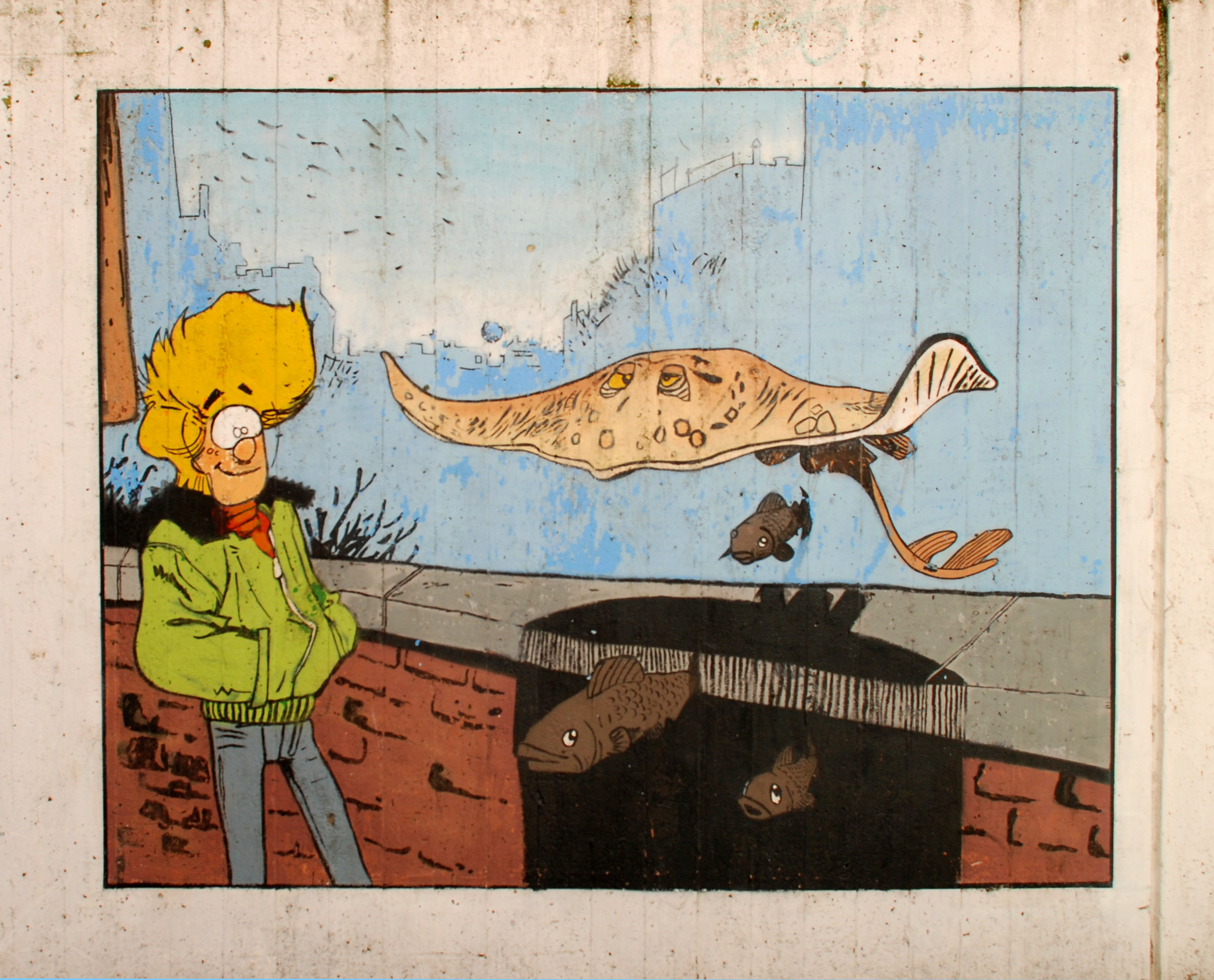
Broussaille.

### Cour des Borains
Le parking de la Cour des Borains, derrière la place des Wallons, a été orné de peintures murales par les graffeurs CÄät et PsoMan lors du Kosmopolite Art Tour 2015 à Louvain-la-Neuve.

#### CÄät
CÄät est le pseudonyme de la bruxelloise Catherine Fradier, diplômée des Beaux-Arts, graffeuse et illustratrice de presse pour Victoire, Le Moustique et des magazines jeunesse, qui « alterne peinture au pinceau, à la bombe, illustration, BD, etc… » et réalise même des décorations pour des restaurants.
CÄät avait participé trois ans plus tôt au Kosmopolite Art Tour 2012 à Louvain-la-Neuve et collaboré à la fresque d'une jungle sur la place des Wallons.
En 2015, elle arrive en dernière minute sur les lieux du festival le mercredi 5 août, soit six jours après le début du festival : « On m'a proposé de venir parce qu'il restait des murs disponibles, raconte la jeune femme. Et comme je connais bien les organisateurs, je me suis dit pourquoi pas ».
CÄät représente des arbres, de la nature et des animaux, à la demande d'un restaurant situé non loin : sur un décor arboré, elle peint de droite à gauche un oiseau à tête d'homme, un renard aux allures de serpent et une femme qui semble voler vers l'homme dessiné par Psoman.

Cäät
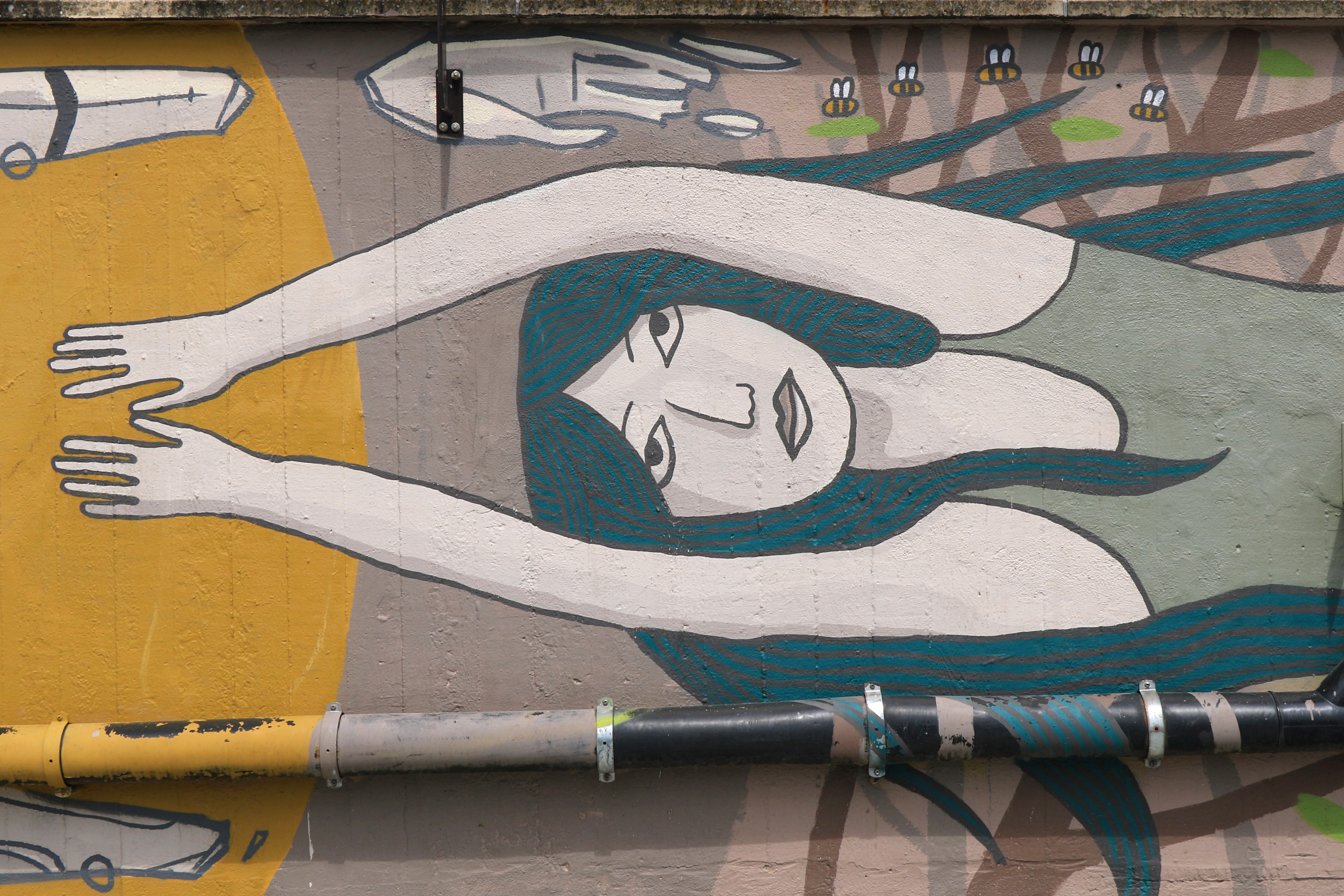
Femme.
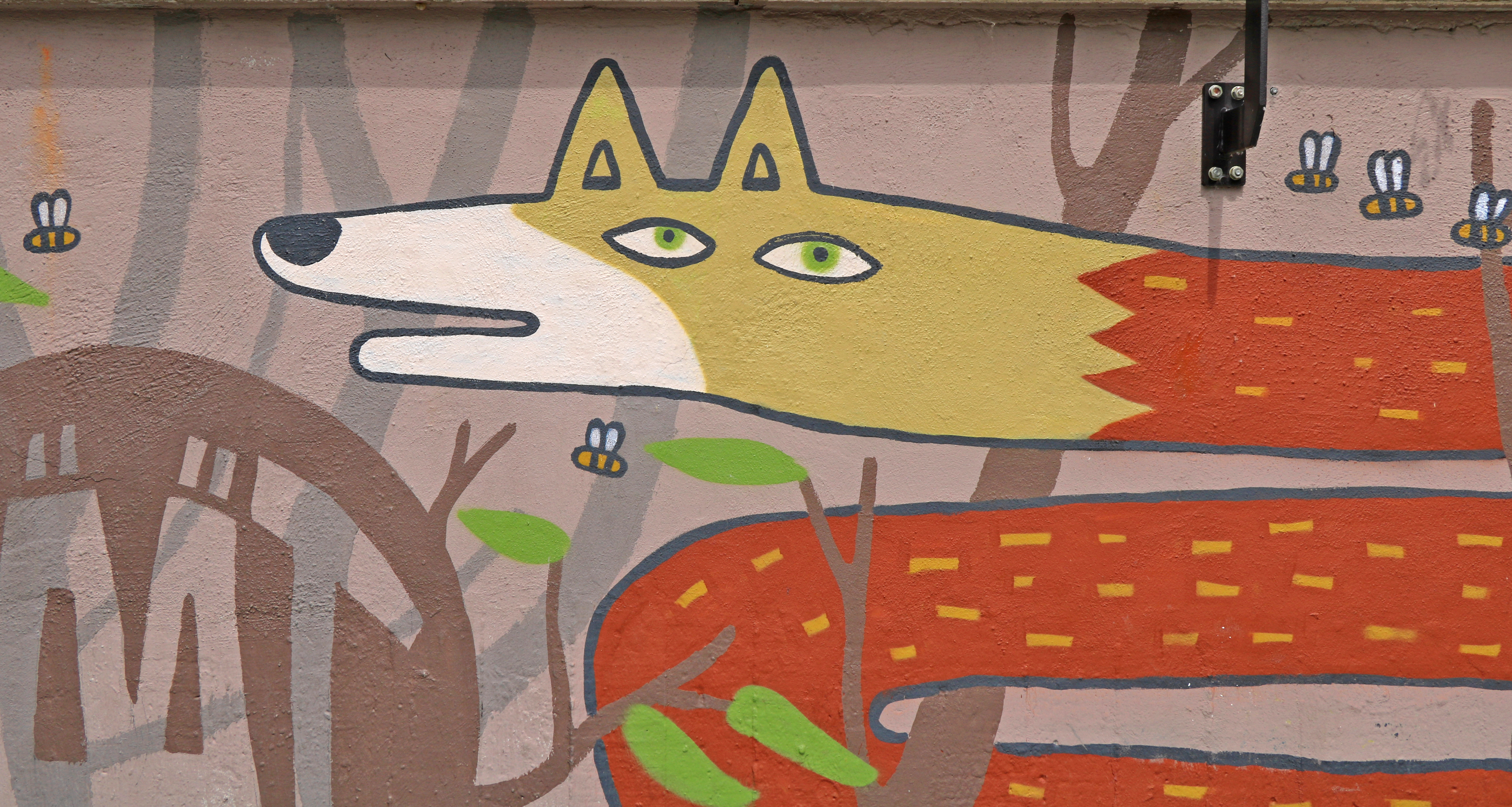
Renard aux allures de serpent.
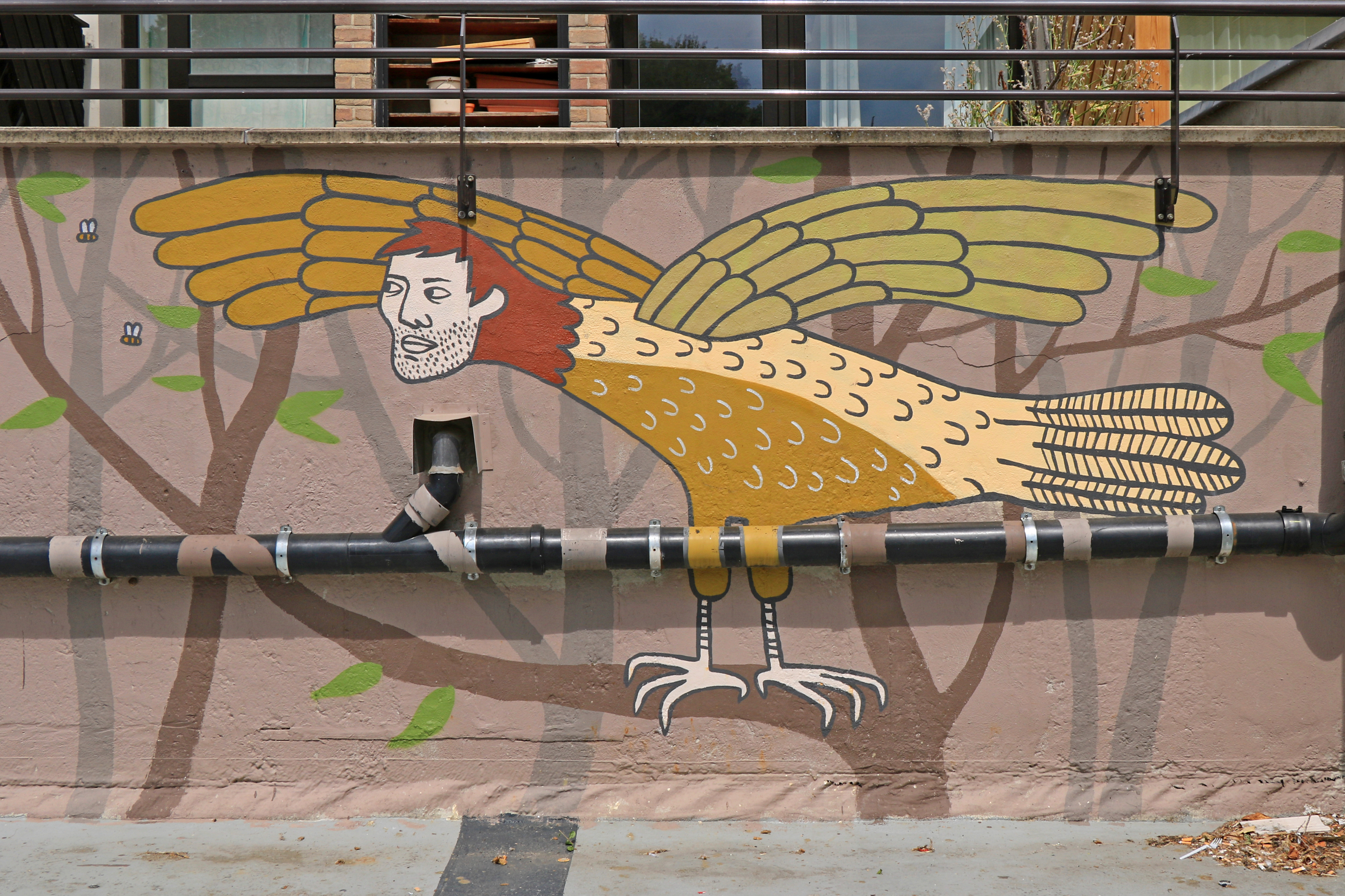
Oiseau à tête d'homme.

#### PsoMan
PsoMan, un artiste liégeois de 33 ans (en 2015), avait déjà commencé le travail au parking des Borains deux jours avant CÄät. CÄät précise : « Il a lancé un univers, une gamme de couleurs. Et moi, j'essaie de m'intégrer ».
La pièce principale de sa composition est un jeune homme qui se découpe sur un soleil rouge et orange et semble flotter à la rencontre de la femme de CÄät. Le jeune homme en T-shirt porte un bermuda signé PsoMan.
L'artiste signe « PsoMan - Kosmopolite Art Tour 2015 - KAT 2015 » dans un grand cercle brun d'où émergent de nombreuses branches du décor végétal de la fresque.

PsoMan
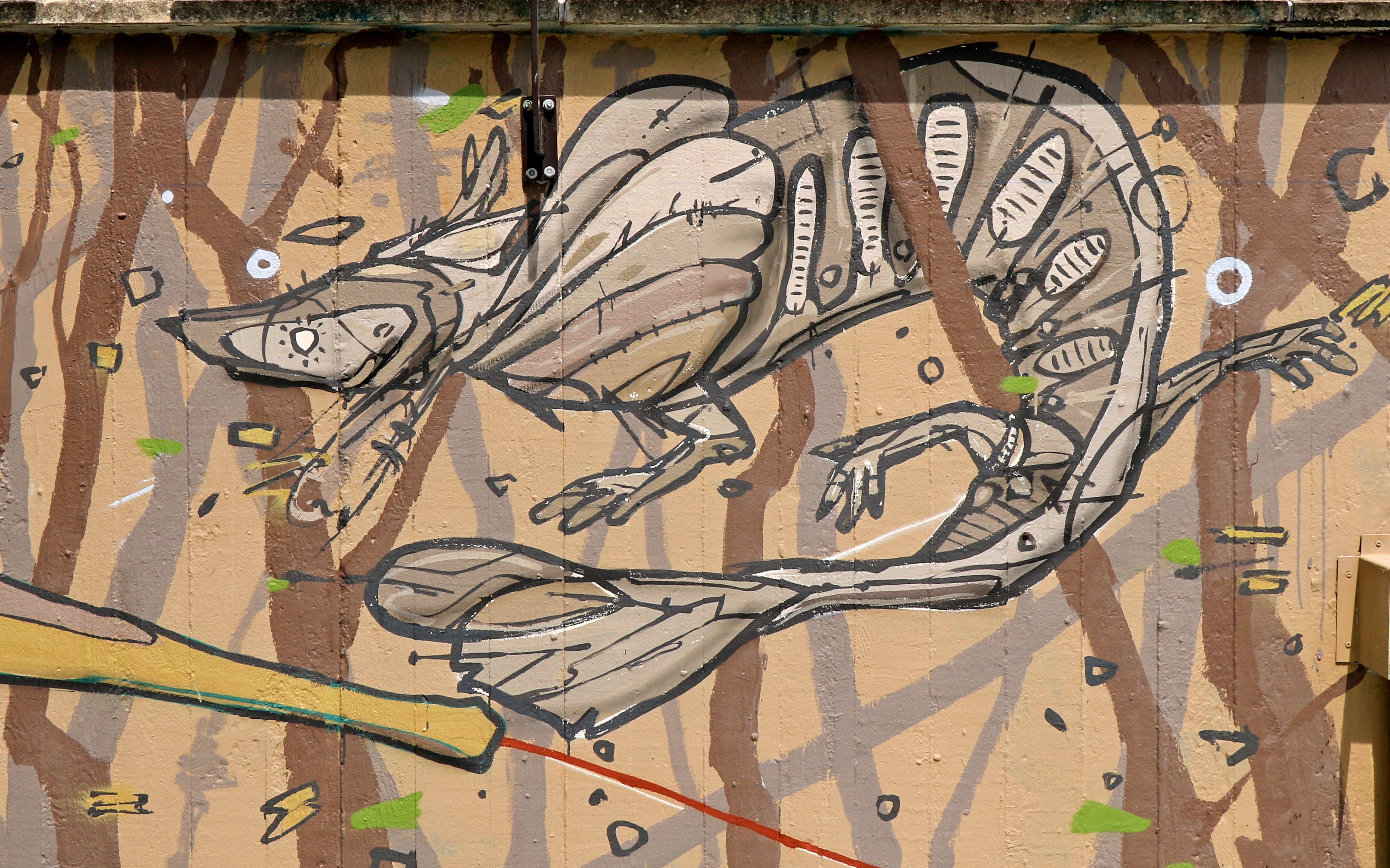
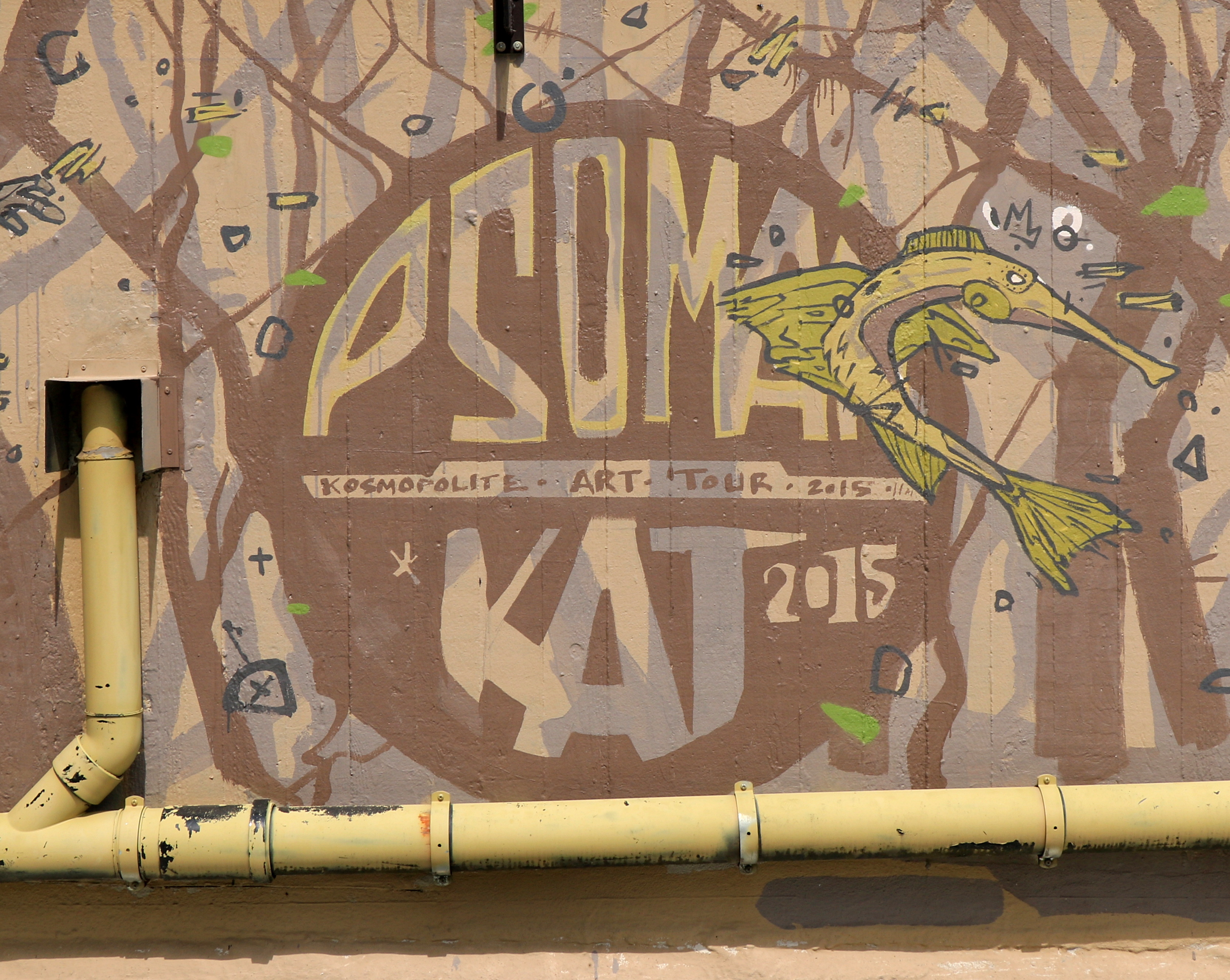
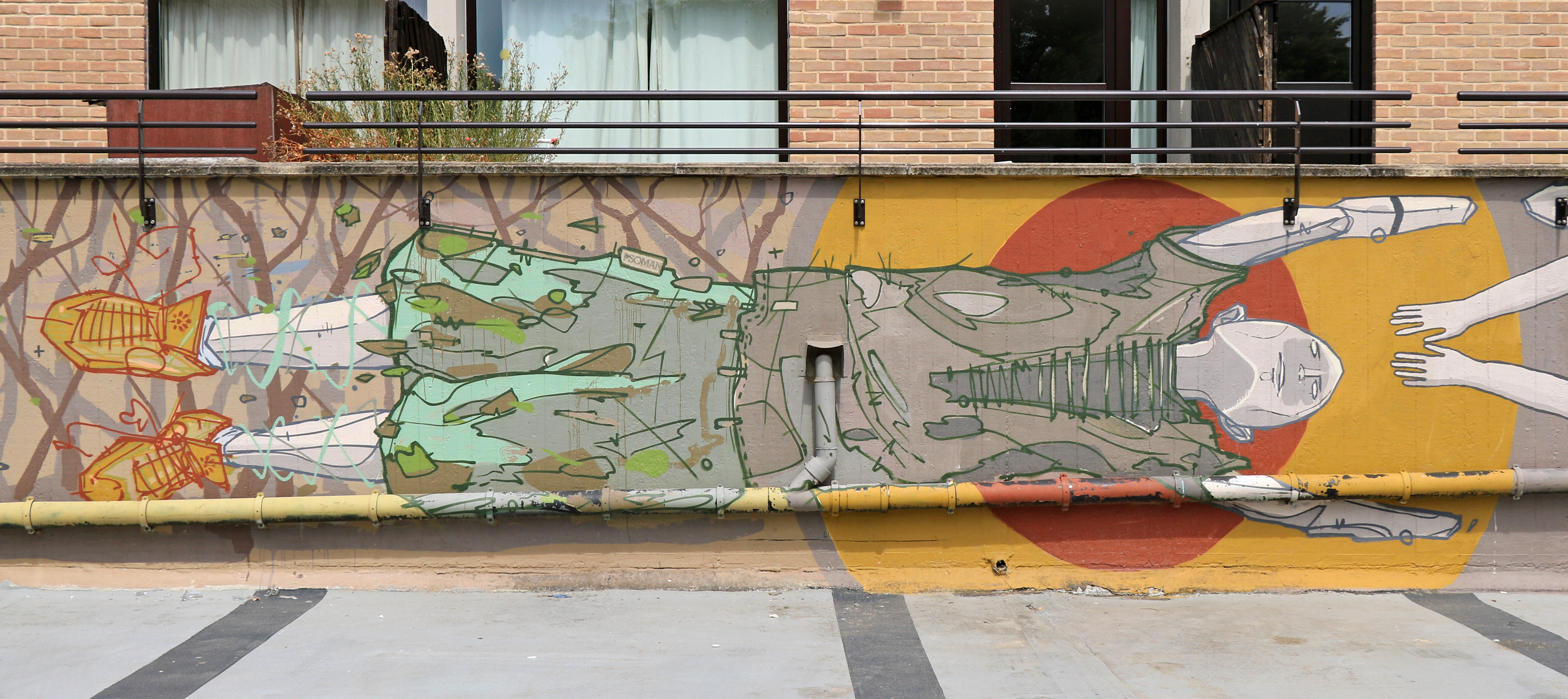

### Les statuettes d'Isaac Cordal
La voie des Hennuyers abrite trois statuettes statuettes du sculpteur espagnol Isaac Cordal, réalisées lors du festival Kosmopolite Art Tour 2015.
Isaac Cordal est un artiste espagnol né en 1974 à Pontevedra, où il étudie la sculpture à l'université des Beaux-Arts, avant de suivre une formation de cinq ans à l'école Canteiros, un établissement spécialisé dans les métiers de la pierre,,.
Ses petites figurines humaines de 15 cm environ, fabriquées en béton ou en résine polyuréthane, peuvent être trouvées à Londres, Berlin, Paris, Barcelone, Milan, Malmö, Bogotà, Nantes, Vienne, Bruxelles,,, et Louvain-la-Neuve. Elles représentent souvent un homme en costume gris clair, à l'allure de fonctionnaire anonyme, placé sur une façade en équilibre sur une corniche, un boîtier électrique, un câble électrique, un tuyau ou un bord de fenêtre,, et illustrent la routine de la société actuelle et l'absurdité de notre existence.
À Louvain-la-Neuve, Isaac Cordal a installé une vingtaine de ces petites statuettes à plus de 3 mètres de hauteur dans des endroits insolites. On en trouve encore plusieurs, dont une au balcon du Collège Jacques Leclercq à la place Montesquieu, une dans la rue Montesquieu sur le côté du cinéma de la Grand-Place, deux à la place Agora, une à l'angle de la Grand-Rue et de la place Rabelais, deux sur les façades de la Traverse d'Ésope, une au no 25 de la rue du Sablon et trois le long de la voie des Hennuyers près de la gare. Une autre statuette ornait jadis la façade des Halles universitaires comme on peut le voir sur le portfolio de photos présenté sur le site Spraymiummagazine mais elle a disparu et on n'en voit plus que l'ombre fantomatique.

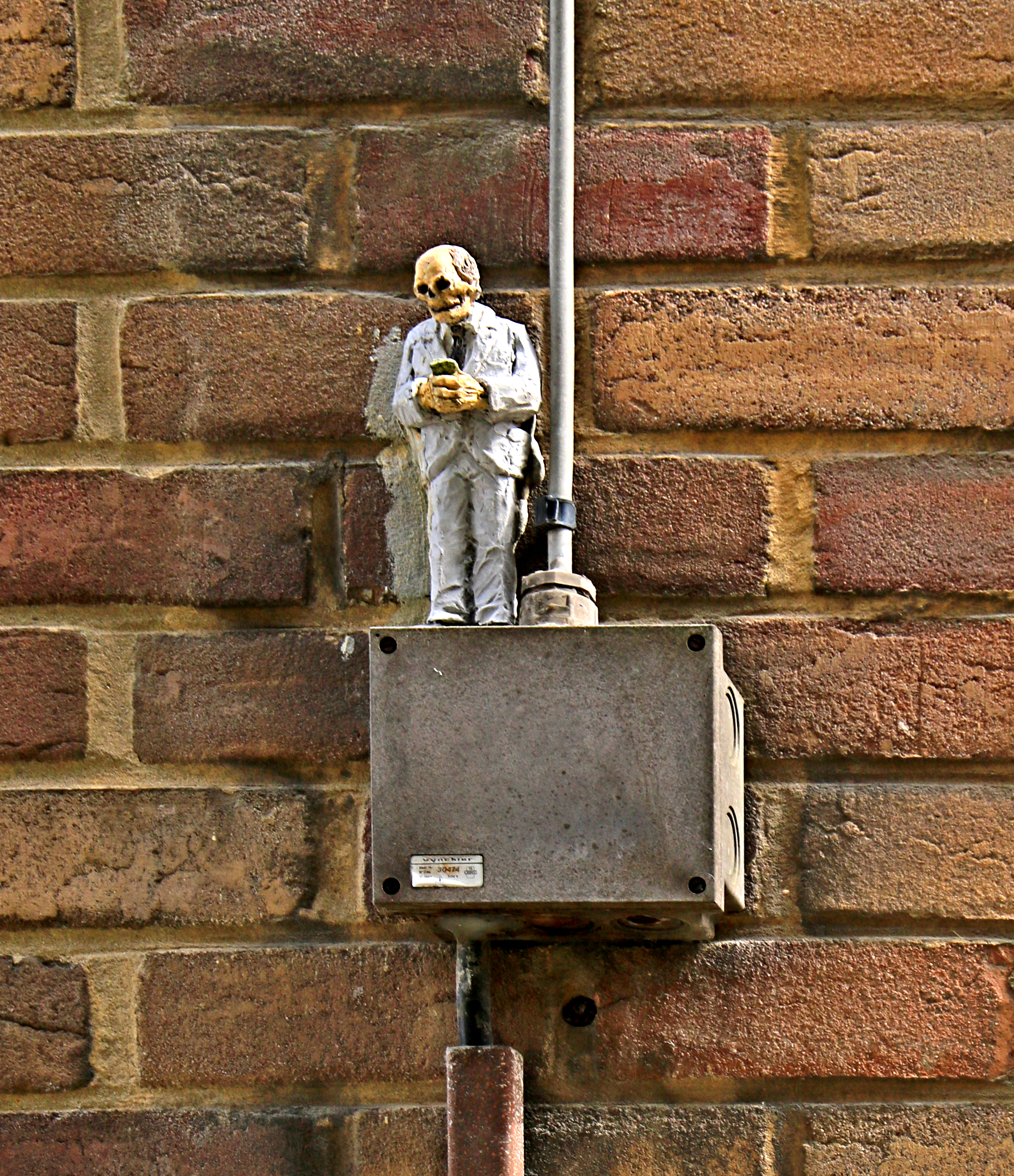
Voie des Hennuyers.
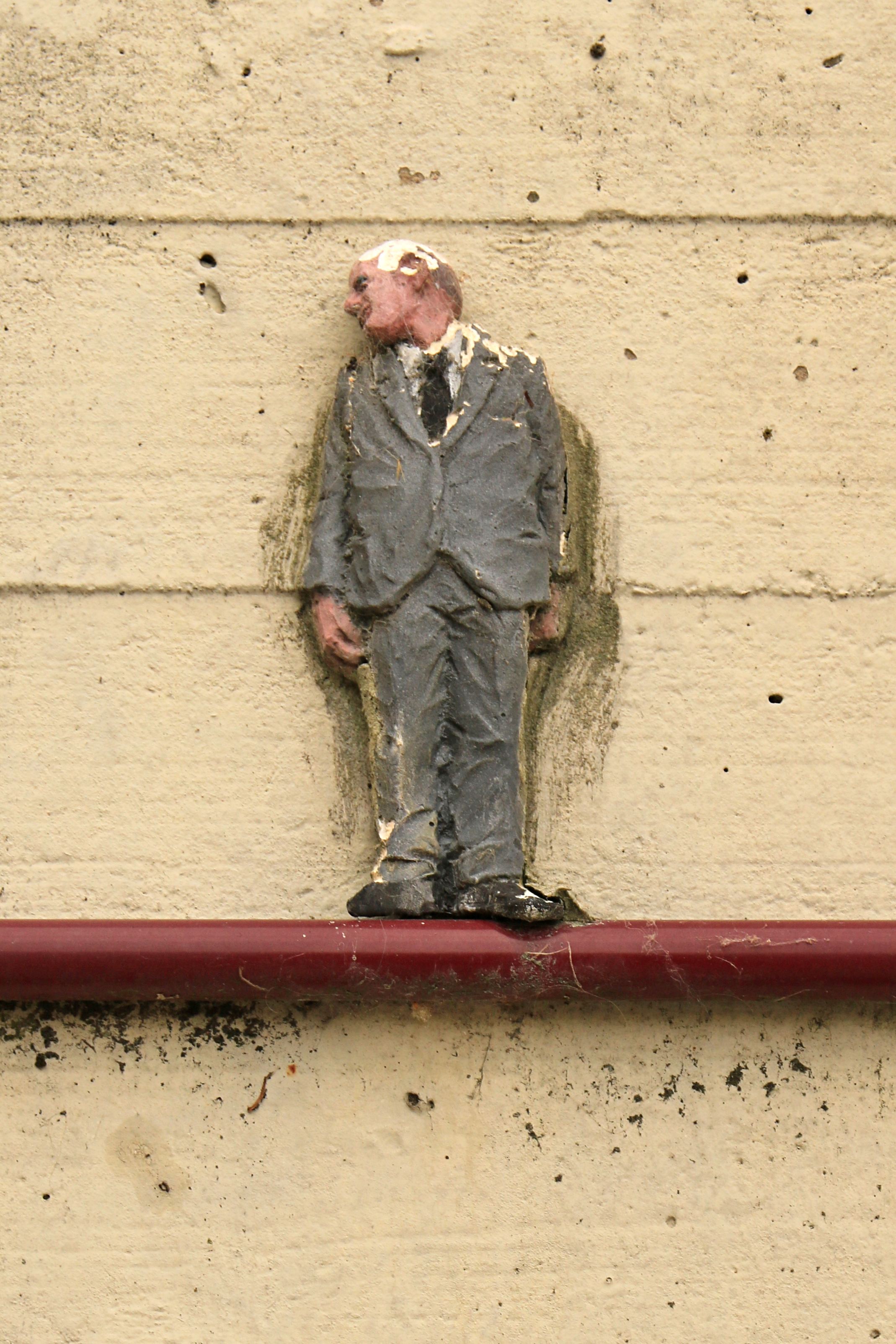
Voie des Hennuyers.
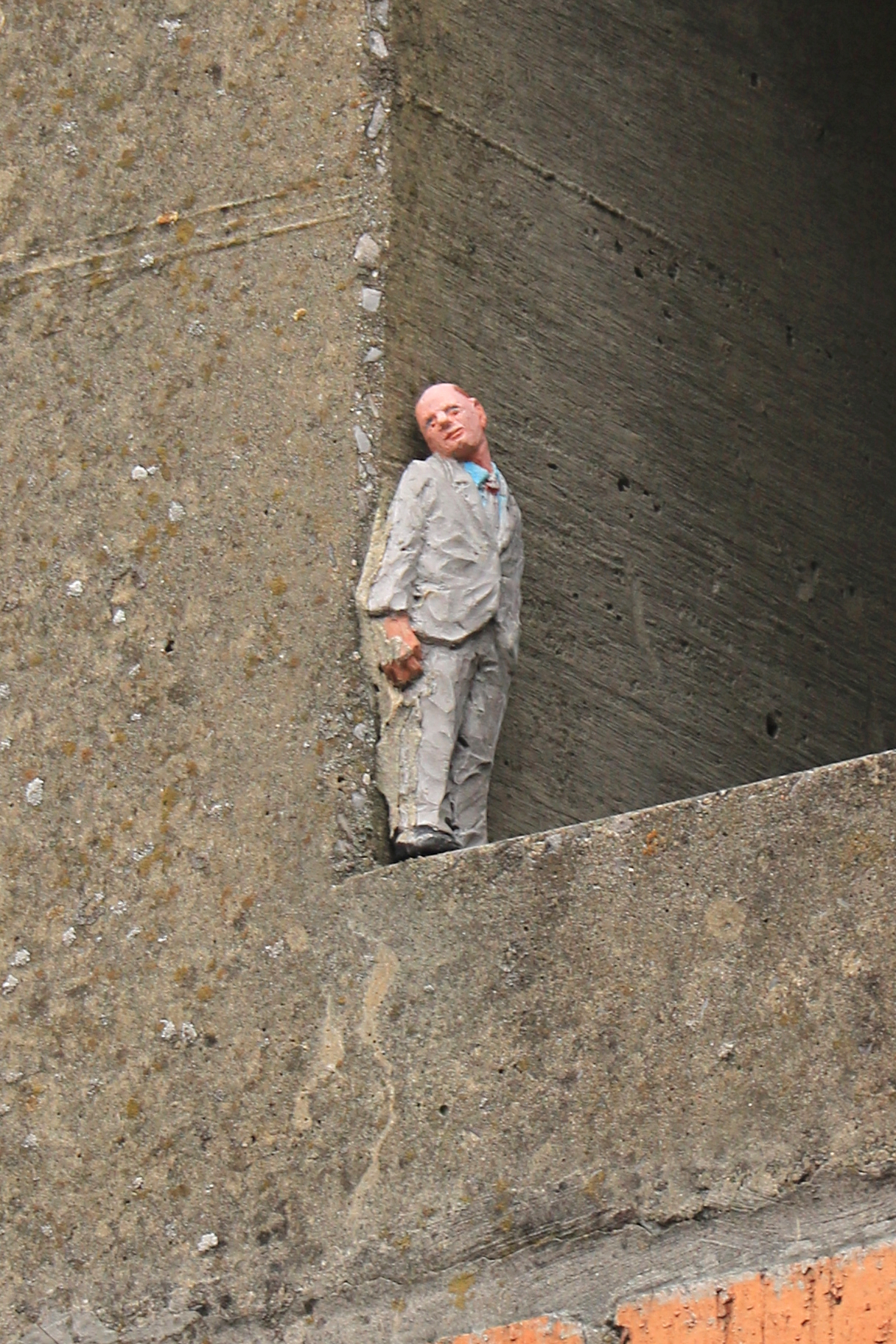
Voie des Hennuyers.
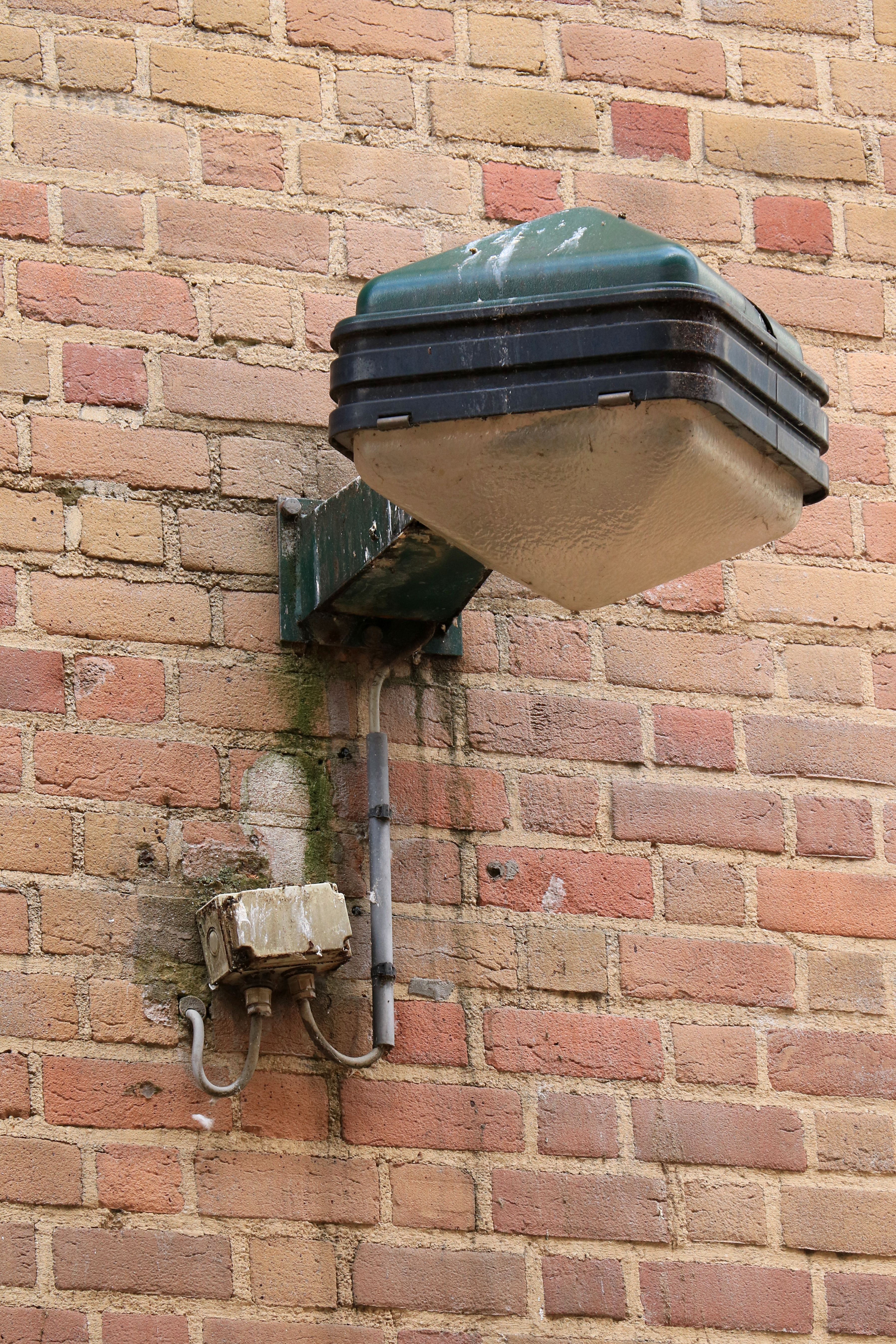
Façade des Halles.